# Théâtre romain antique
Pour les articles homonymes, voir Théâtre antique.
Un théâtre romain antique, à l'origine montage provisoire en bois durant les premiers siècles de la République romaine, est construit en pierre à partir du milieu du Ier siècle av. J.-C. Son architecture est la suite de l’évolution des théâtres grecs antérieurs opérée en Italie du Sud. Les premiers exemplaires, le théâtre de Pompée et le théâtre de Marcellus à Rome, établissent une nouvelle forme, différente du modèle grec ouvert : le théâtre romain est un monument fermé sur lui-même, dans lequel l’étagement de gradins hémicirculaires rejoint un bâtiment de scène, luxueusement décoré. La technique de construction, l’emploi de murs et de voûtes rayonnantes pour soutenir les gradins permet de bâtir sur terrain plat et exonère de s’appuyer sur une colline à la mode grecque.
L’empereur Auguste donne une impulsion décisive à l’édification de théâtres dans les colonies romaines, qui s'étend à toutes les cités de l’Empire au cours du Ier siècle, tandis que le type de théâtre grec demeure dans la partie la plus hellénisée, en Grèce et en Asie.

## Origines

### Les théâtres provisoires
Durant l'époque républicaine, et jusqu’à l’époque de Vitruve, dans les années 30 av. J.-C., les Romains ne construisirent que des bâtiments provisoires pour accueillir les représentations théâtrales liées à la célébration des jeux à caractère religieux (ludi) organisés par les édiles. La scène et les gradins en bois (theatra lignea) étaient montés chaque année pour l’occasion, ce qui n’empêchait pas les organisateurs des jeux de déployer de plus en plus un luxe ostentatoire dans les théâtres avec des placages en matières précieuses, des colonnades, des tableaux et des statues.
En 154 av. J.-C., le censeur Caius Cassius Longinus entreprend de construire à Rome un théâtre en pierre, mais le consul Scipion Nasica, chef de file des conservateurs le fait détruire au nom de l’ordre moral,. Il faut attendre 55 av. J.-C. pour une nouvelle tentative, concrétisée par le théâtre de Pompée, le premier theatrum marmoreum.

### Adaptation des modèles italiens

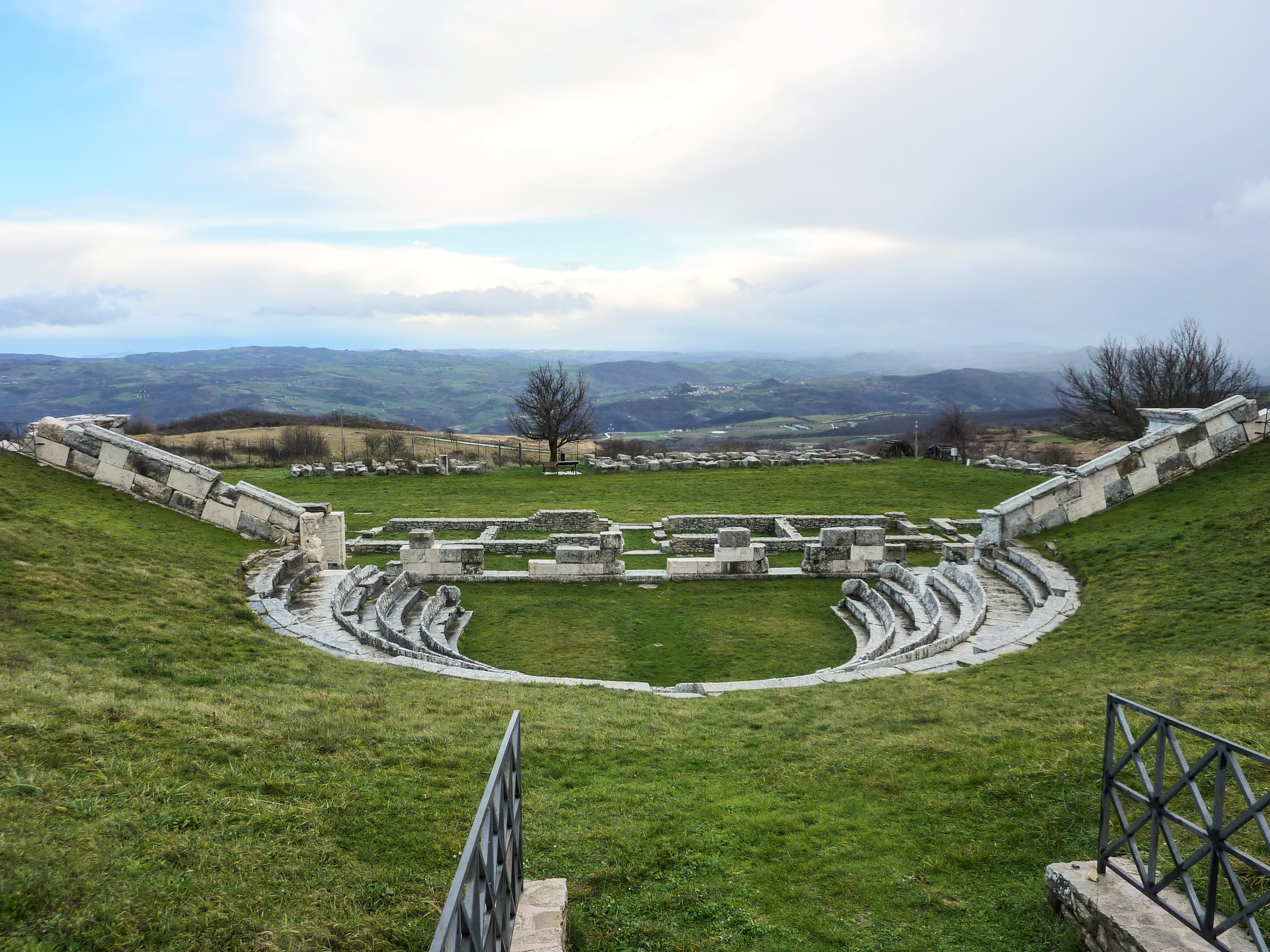
Théâtre de Pietrabbondante, avec un mur de scène.

Quoique selon Plutarque, Pompée se soit intéressé au théâtre grec de Mytilène à Lesbos, et en ait fait dresser un plan et une maquette, les architectes romains ont plus certainement tiré parti des expériences italiennes pour leur construction.
Depuis le IIe siècle av. J.-C., plusieurs cités d'Italie du sud ont fait évoluer les formes de l’architecture du théâtre grec en pierre, adossant à une colline des gradins arrondis en fer à cheval, face un orchestre circulaire et une scène isolée, haute et souvent trapézoïdale. Ainsi le théâtre de Pietrabbondante dans le Samnium est doté d’un mur de scène avec des demi-colonnes. Le théâtre de Pompéi, créé selon un plan classiquement grec, est transformé au Ier siècle par la diminution de hauteur de la scène et sa jonction aux gradins. À Teanum Sidicinum en Campanie apparaît le plus ancien exemple connu de gradins entièrement construits sur des substructions voûtées. Plus près de Rome, de grands complexes cultuels comme le sanctuaire d’Hercule Victor à Tibur ou le Sanctuaire de la Fortuna Primigenia à Praeneste comportent des gradins en hémicycle menant à l’esplanade du temple.

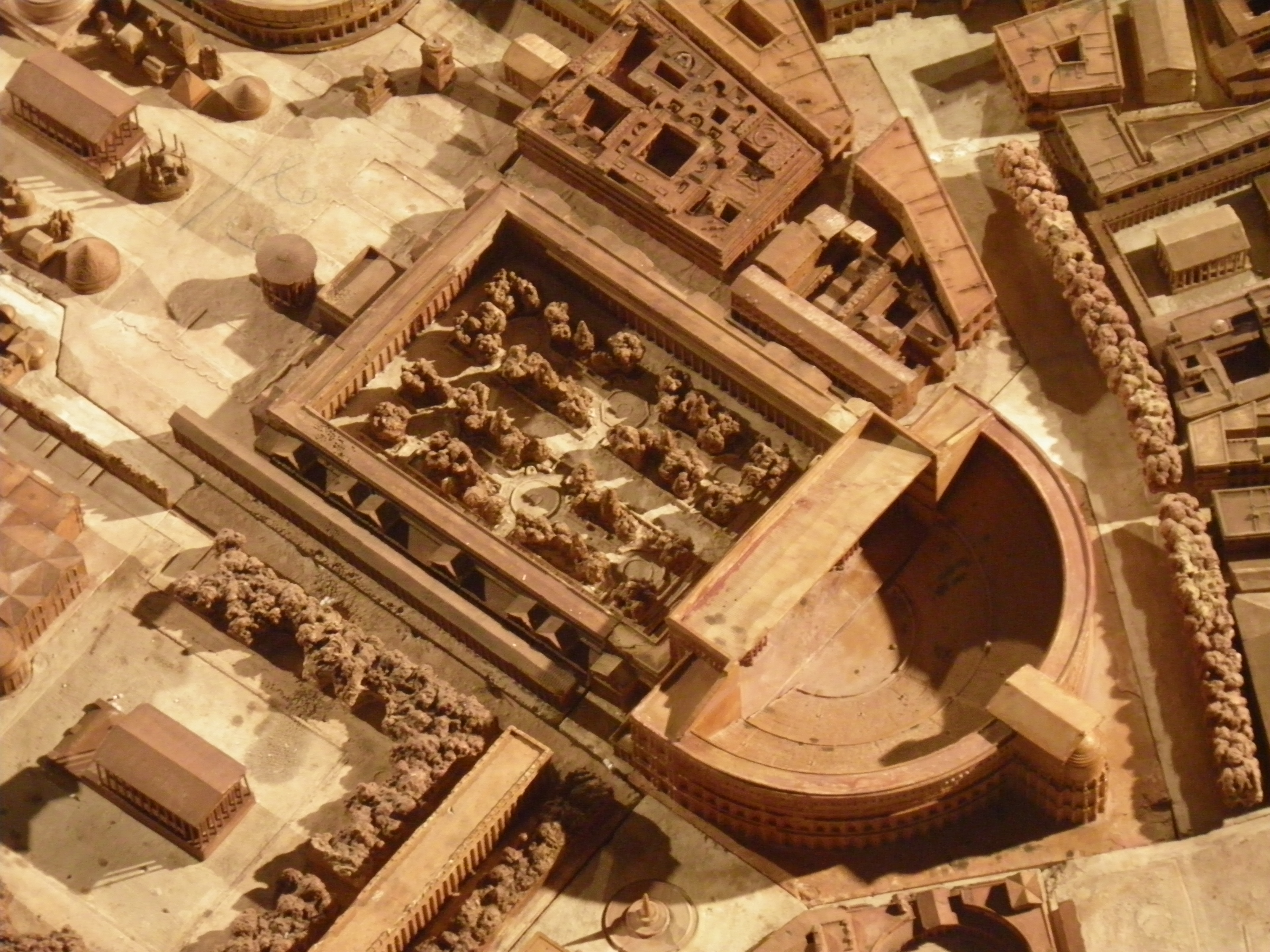
Complexe pompéien du champ de Mars sur la maquette de Paul Bigot, vue aérienne.

Contournant l'ancienne interdiction de Scipion Nasica, Pompée présente son théâtre comme un temple dédié à Vénus Victrix, mais inverse radicalement les proportions des sanctuaires de Tibur et Praeneste en plaçant un petit temple au sommet de gradins immenses, d'un diamètre d'environ 150 m, pour faire culminer le temple à 45 m. Il prolonge cet hémicycle d'un quadriportique meublé de jardins, de bassins et de statues, formant un ensemble monumental de 320 m de long.

### Le modèle romain

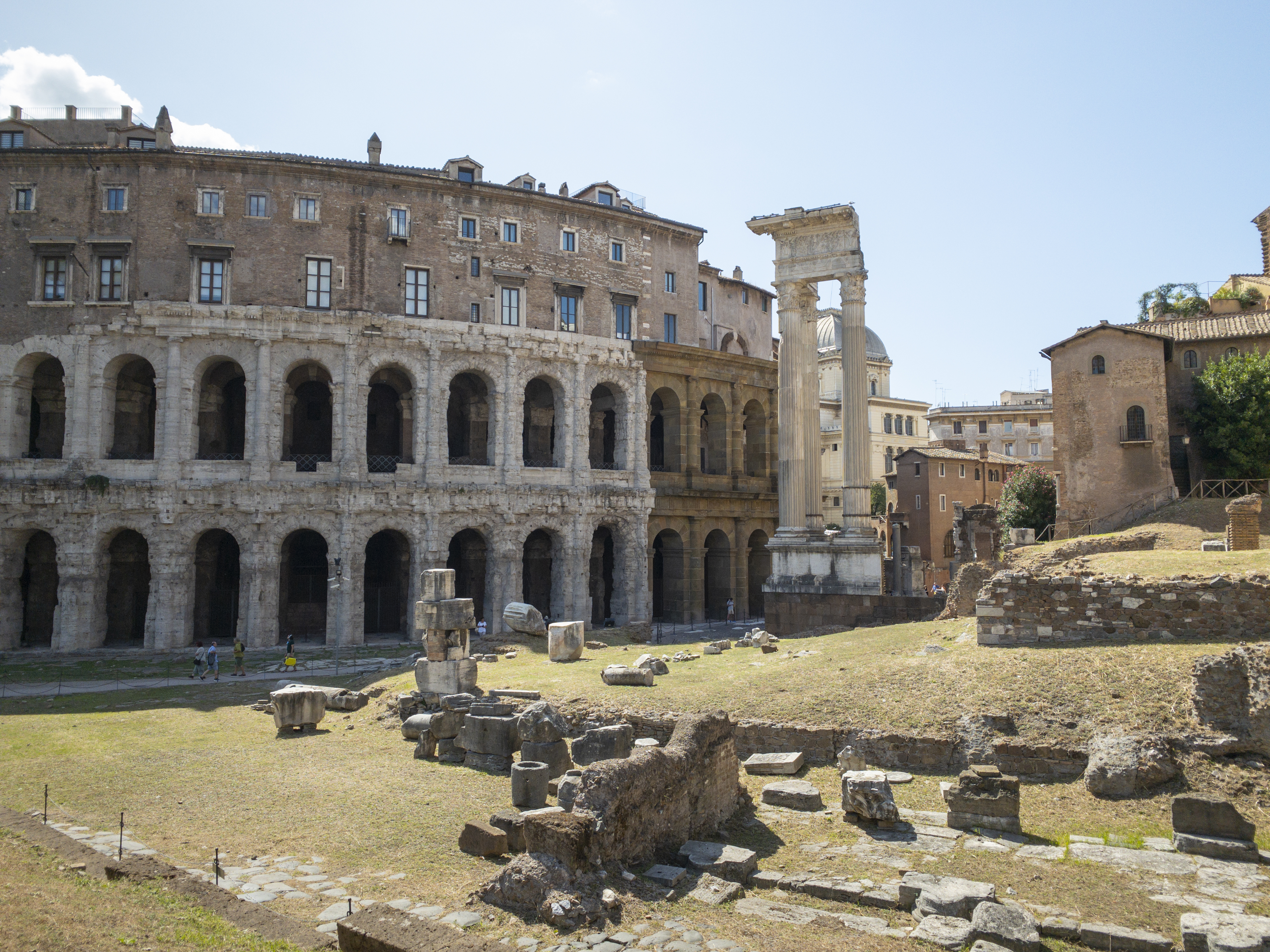
Façade de la cavea du théâtre de Marcellus.

Le théâtre de Pompée bâti en 55 av. J.-C. est suivi une génération plus tard par le théâtre de Marcellus, commencé par Jules César sur le site du theatrum ad Apollinis où se dressaient les édifices en bois des jeux apollinaires et terminé par Auguste. Plus petit que le théâtre de Pompée (129,50 m de diamètre extérieur, environ 32,60 m de hauteur), il est inauguré en 13 ou 11 av. J.-C. Il définit le modèle canonique du théâtre romain avec sa cavea appuyée sur des voûtes radiales, ses trois étages de gradins, ses galeries intérieures de circulation, son mur de scène flanqué de deux grandes salles et sa façade d'arcades en grand appareil décorées de colonnes engagées.
Un troisième théâtre plus petit que les précédents, le théâtre de Balbus, est inauguré en 13 av. J.-C.. Avec ces trois édifices, le modèle architectural romain est établi, et se diffuse ensuite dans la partie occidentale de l'Empire, tandis que le modèle grec persiste ou est transformé dans les zones hellénistiques de Grèce et d'Asie mineure.

## Architecture du théâtre romain

### Plan général

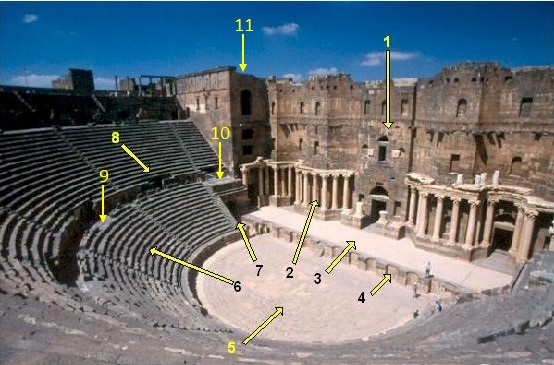
Les différentes parties du théâtre romain de Bosra en Syrie :
1) Scaenae frons 2) Columnatio
3) Proscaenium 4) Pulpitum
5) Orchestra 6) Cavea
7) Aditus maximus 8) Vomitoria
9) Praecinctio
10) Tribunal
11) Basilica

À la différence du théâtre grec antique, le théâtre romain est un édifice fermé : tandis que le théâtre grec offre aux spectateurs une vue sur le paysage environnant derrière la scène, un mur de scène ferme le théâtre romain et s'élève à la même hauteur que la cavea. D'autre part, l'hémicycle des gradins vient se souder à la scène et au mur de scène, tronquant l'orchestra à une forme en demi-cercle. De surcroit, les théâtres les plus petits, appelés odéons, disposent d'une portion de toiture qui les ferme partiellement, d'où l'appellation latine de theatrum tectum (« théâtre couvert »), constatée dans la dédicace de l'odéon de Pompéi.
L'accès aux gradins est assuré par différents passages et des escaliers intérieurs (vomitoria). Dans la plupart des théâtres, le mur de scène (frons scænæ), souvent très imposant, est la partie spectaculaire du bâtiment, objet d'une décoration composée de plusieurs rangées superposées de colonnes et de niches, et doté d'une riche statuaire. Enfin, l'organisation et la décoration des théâtres varient suivant la localisation du théâtre dans les différentes provinces du territoire romain.
Les termes employés pour décrire les différentes parties d'un théâtre nous sont issus des auteurs romains de l'époque ou diverses inscriptions retrouvées dans le monde romain. Vitruve est l'auteur romain qui a défini la majorité des termes techniques et des préconisations de conception d'un théâtre dans le livre V de son De architectura. Cependant, il peut parfois arriver qu'il y ait des incohérences de terminologie entre les désignations antiques et celles des auteurs modernes. Par exemple, le mot « théâtre » désigne pour les modernes le bâtiment dans son ensemble, tandis que le latin theatrum est parfois restreint à la partie occupée par les spectateurs, l'ensemble étant alors nommé theatrum et proscænium.

### Choix du site et aménagements

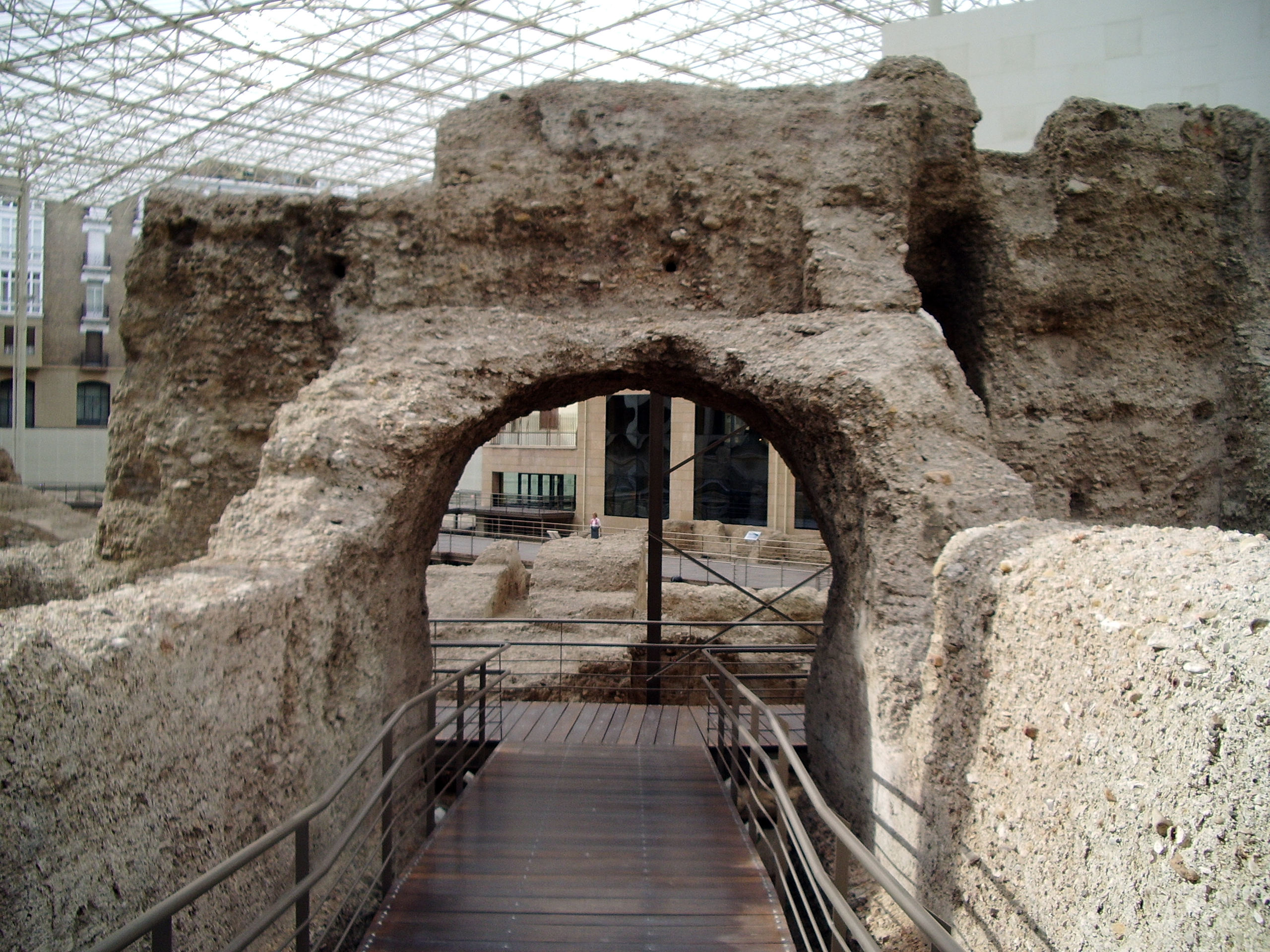
Voûte concrète du vomitorium du théâtre de Saragosse.

Vitruve ne donne que quelques directives générales sur le choix de l'emplacement, qui doit être salubre et exempt de défauts acoustiques, et l'orientation à donner, proscrivant l'exposition au vent du sud qui rendrait le théâtre étouffant.
Les théâtres romains sont de préférence construits sur terrains plats et dûment stabilisés. Ainsi, les premiers théâtres sont implantés sur le Champ de Mars, malgré l'existence de collines à Rome. En Italie et dans les provinces, les théâtres romains sont parfois adossés à une colline quand on ne peut l'éviter, mais à la différence des théâtres grecs dépourvus de sous-structures, cette colline est le plus souvent munie d'une ossature de murs ou de voûtes rayonnant en éventail et creusée d'un réseau de galeries de circulation et de desserte des gradins.

### Cavea
La cavea, (le « creux », en latin) est la partie où s'installent les  spectateurs. Avec ses gradins en demi-cercles concentriques, elle peut se représenter géométriquement comme un cône tronqué et coupé verticalement en deux. Cette forme est selon Vitruve propice à la diffusion horizontale et verticale de la voix en ondes sonores concentriques.
Horizontalement, les gradins sont séparés en deux ou trois séries par un palier de circulation, la præcinctio ; pour une bonne acoustique, Vitruve préconise que la pente des gradins reste régulière, et que le décrochement ne soit pas plus haut que la largeur de la præcinctio, afin de ne pas réverbérer le son. Les diverses séries de gradins sont nommées ima cavea ou prima cavea pour les gradins inférieurs, summa cavea ou ultima cavea pour les gradins supérieurs, et media cavea pour les gradins intermédiaires, s'il y a trois étages de gradins. Les auteurs modernes emploient aussi le terme maeniana (« balcons ») pour designer les niveaux de gradins,.
La pente des gradins est conçue pour éviter que la vue de chaque spectateur soit gênée par les voisins qui sont devant lui. Elle est en moyenne de l'ordre de 30°, ce qui est supérieur à celle des théâtres grecs, et peut s'accentuer pour les balcons du haut. La cavea la plus raide connue est celle du Théâtre antique de Bosra, allant de 37° à 41°. Chaque gradin mesure en moyenne  35 cm de haut et 70 cm de profondeur.
Verticalement, les gradins sont divisés par des escaliers en secteurs rayonnants nommés cunei (« coins »), au nombre de 4, 5 ou 6 selon l'importance du pourtour des gradins, tandis que dans le modèle grec, la cavea, limitée à deux niveaux (theatron et epitheatron) et excèdant le demi-cercle, se divise en 5, 7 ou 9 cunei.
Dans de nombreux théâtres, le sommet de la cavea est couronné par un portique, le porticus summa cavea.

Exemples de cavea
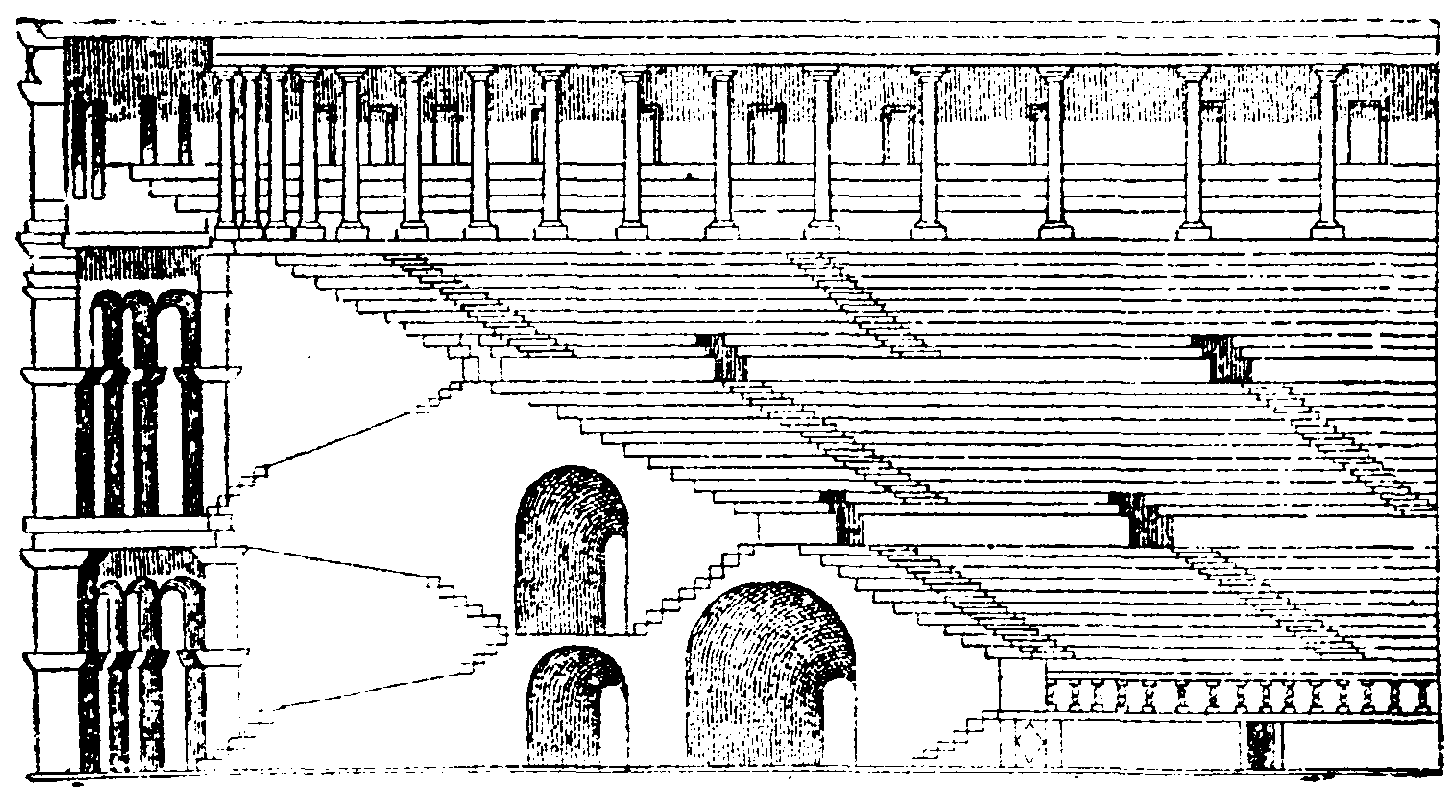
Coupe sur les trois niveaux de gradins (ima, media, summa cavea), séparés par les præcinctiones.
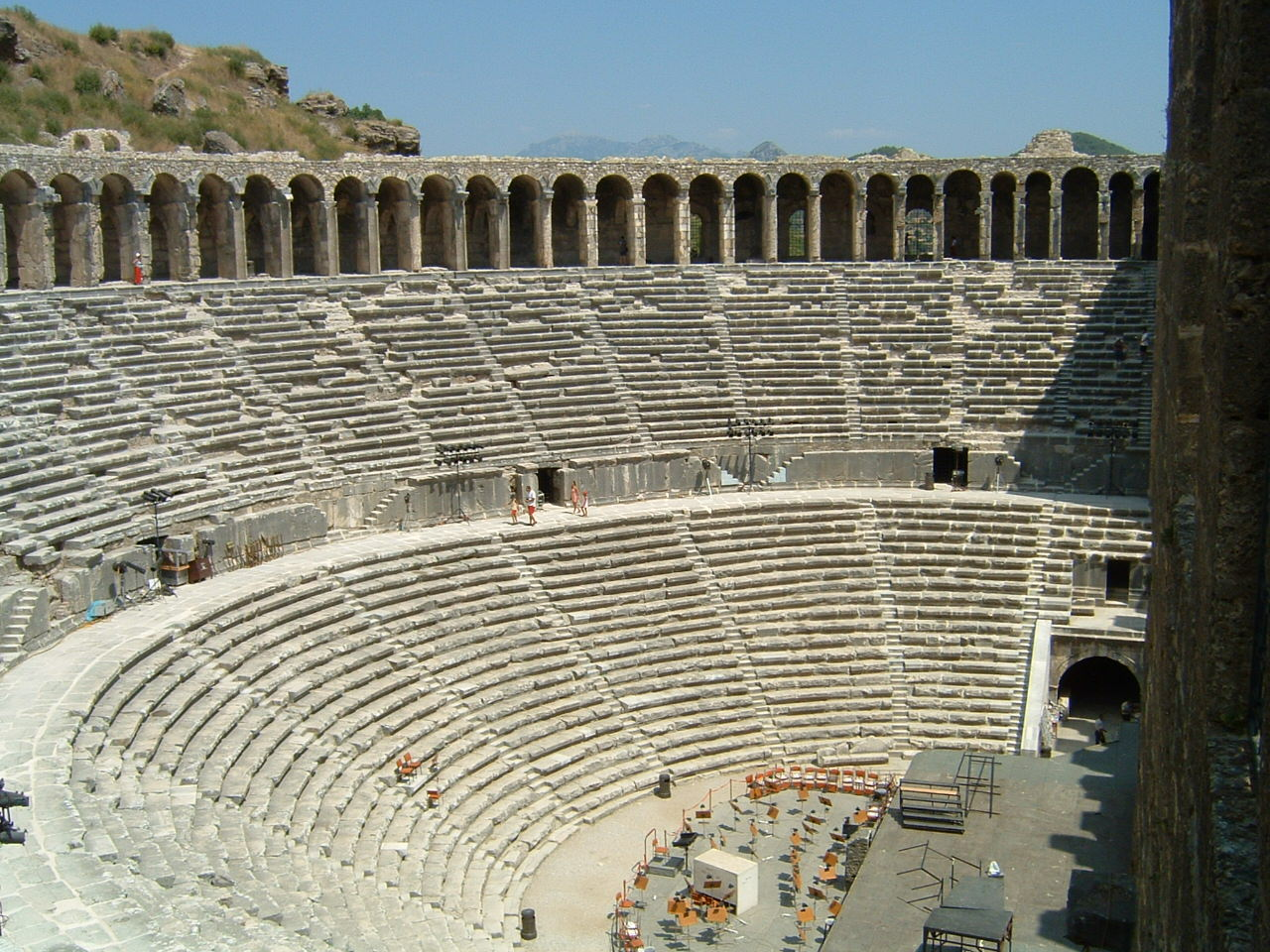
Gradins du théâtre d'Aspendos, divisés en cunei et séparés en ima cavea et summa cavea par une præcinctio.
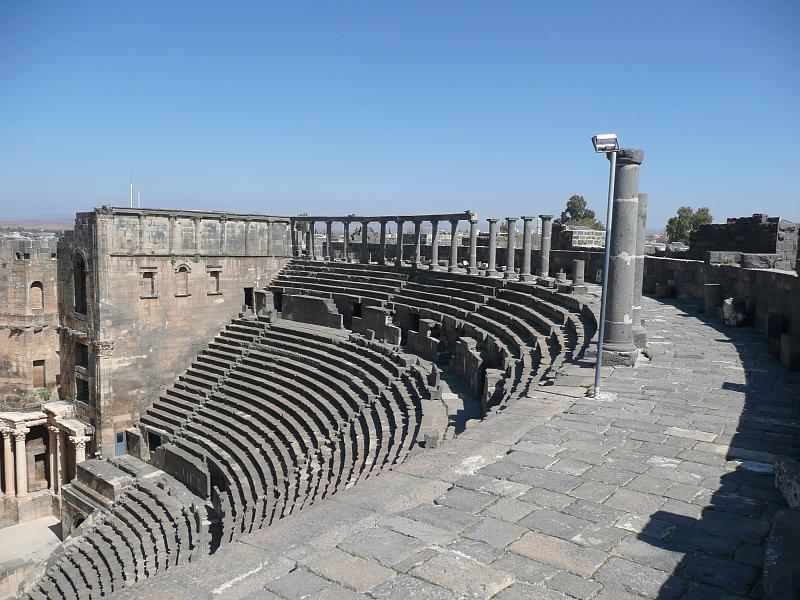
Théâtre antique de Bosra, le porticus summa cavea.

Les accès aux gradins se font par-dessous, en utilisant le réseau de galeries couvertes en voûte d'arêtes concrète appelé vomitoire (vomitorium), qui évite de mettre en contact les différentes classes sociales.

### Orchestre et tribunal

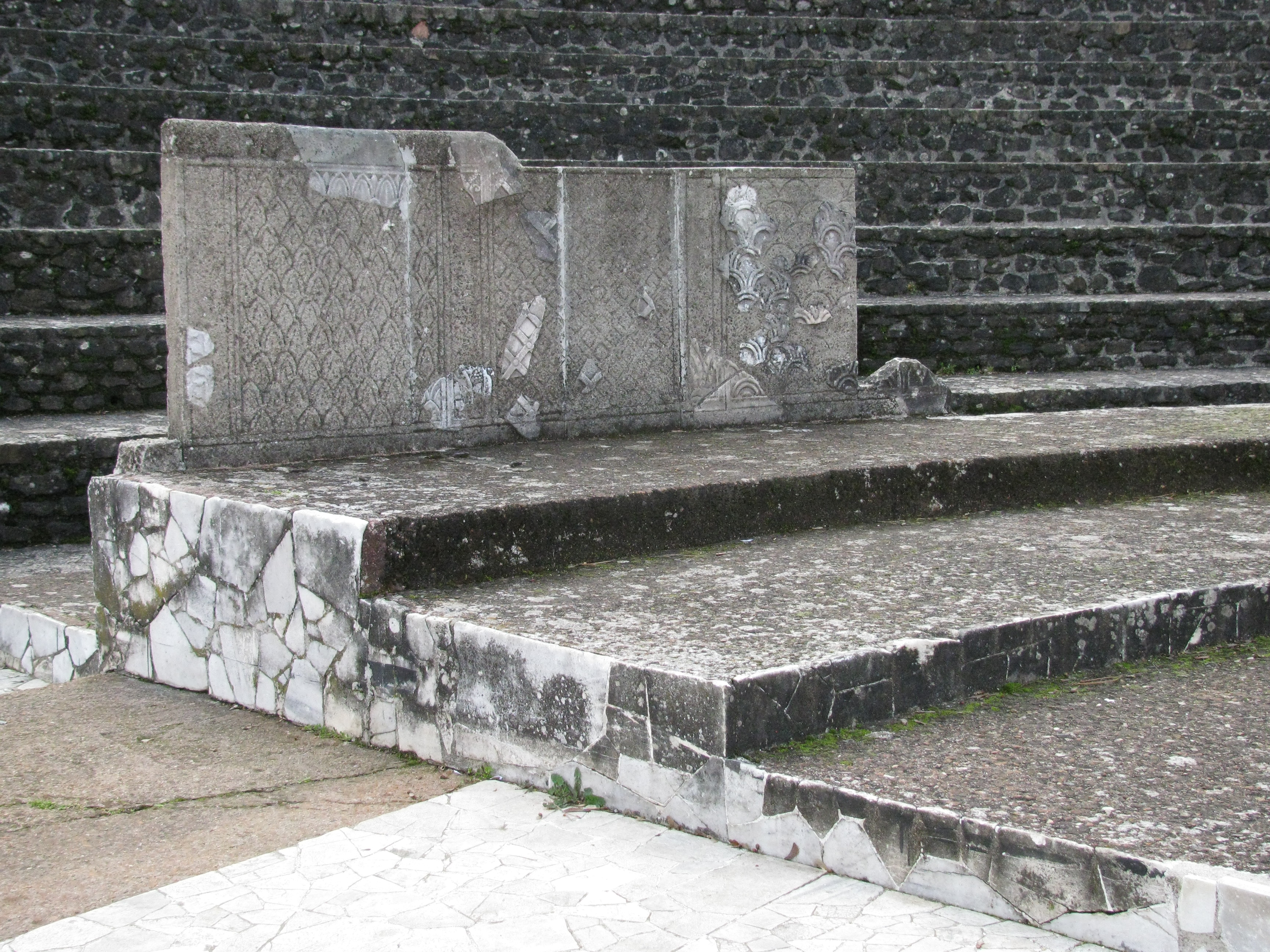
Gradins de l'orchestre et balteus restauré - Odéon antique de Lyon.

L’orchestra grecque circulaire, contenant le chœur, devient dans le théâtre romain une orchestra semi-circulaire partiellement occupée par des sièges mobiles, les bisellia, sur quelques gradins bas, les places d'honneur. Un muret de moins d'un mètre entoure ces gradins, le balteus (littéralement la « ceinture »), et un couloir de circulation en fait le tour au pied de la cavea.
La surface de l'orchestre qui reste libre est fréquemment revêtue de marbre, et l'existence de dallage en opus sectile polychrome semble débuter à l'époque d'Auguste, avec des exemples à Pompéi, à Spolète, à Fiesole. Cette mode se généralise au cours des IIe et IIIe siècles dans les provinces, avec de beaux exemples en Gaule au théâtre de Lyon, à celui de Vienne ou d'Arles, en Espagne à Caesaraugusta, au Théâtre de Dionysos d'Athènes. 

Exemples restaurés de dallage de l'orchestra
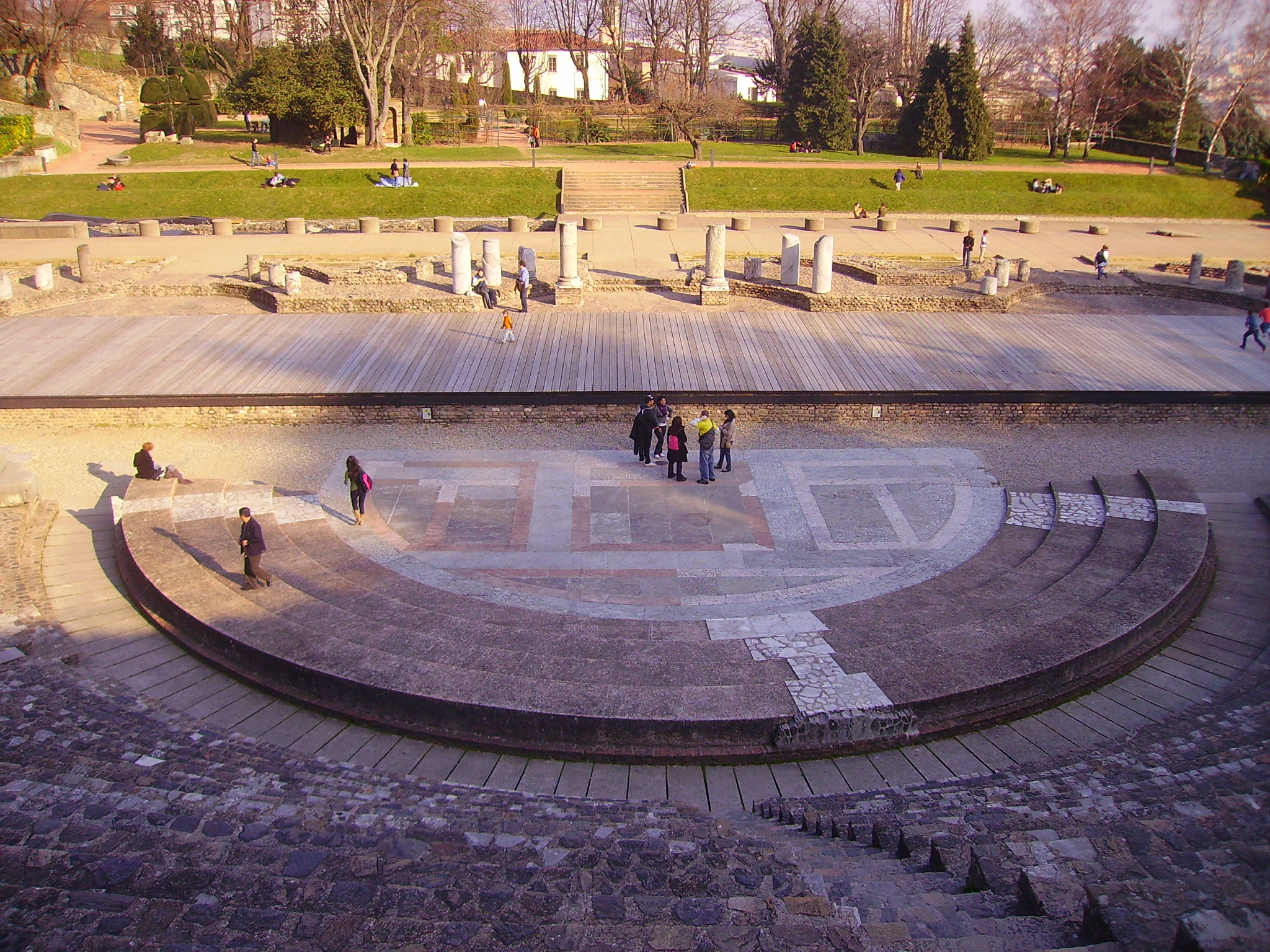
Orchestre du théâtre antique de Lyon : dallage de cipolin, brèche rose et granite.
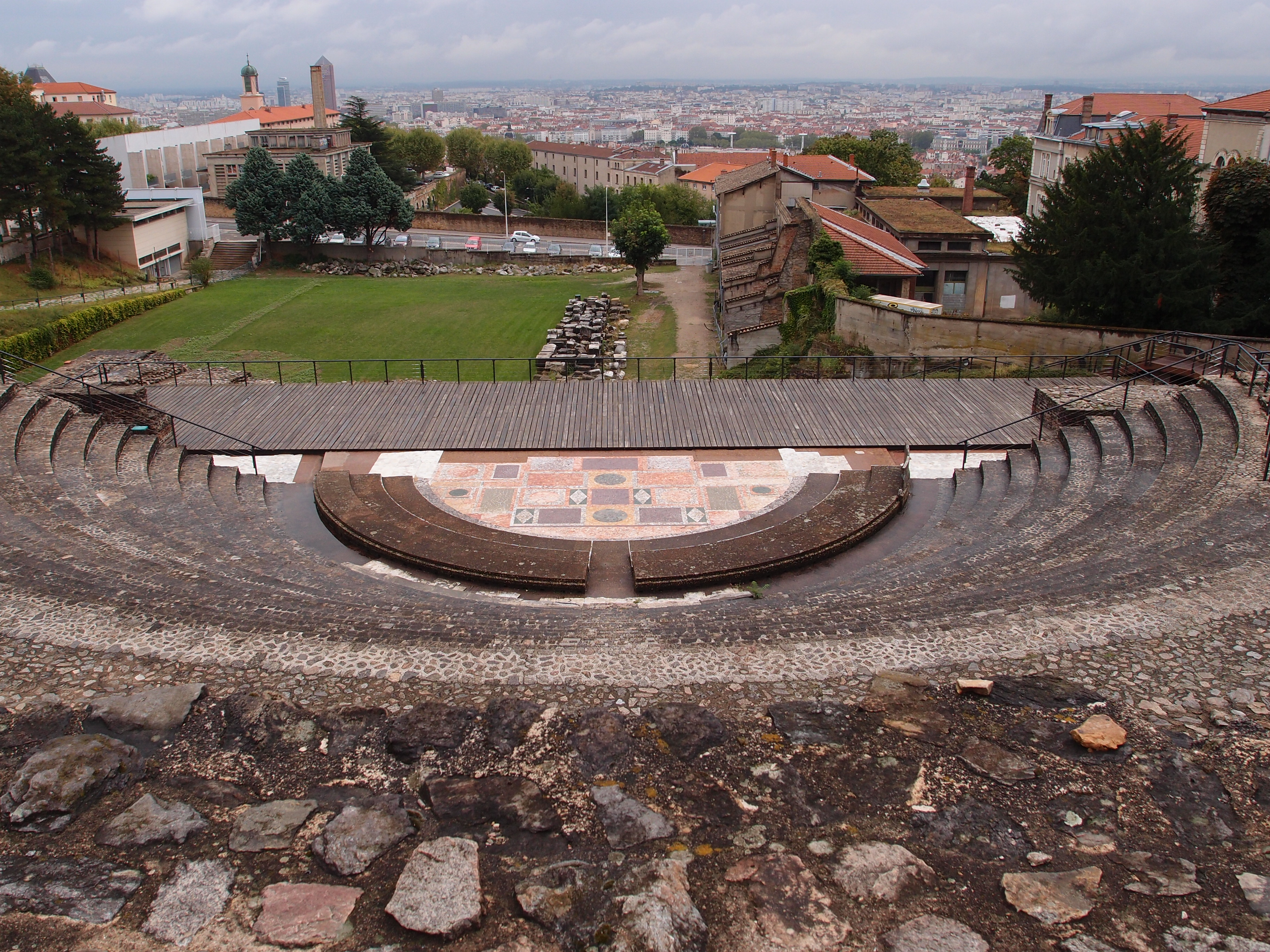
Orchestre de l'odéon antique de Lyon : onze qualités de roches, marbres colorés, porphyres vert et rouge, brèches rose ou violette, syénite.
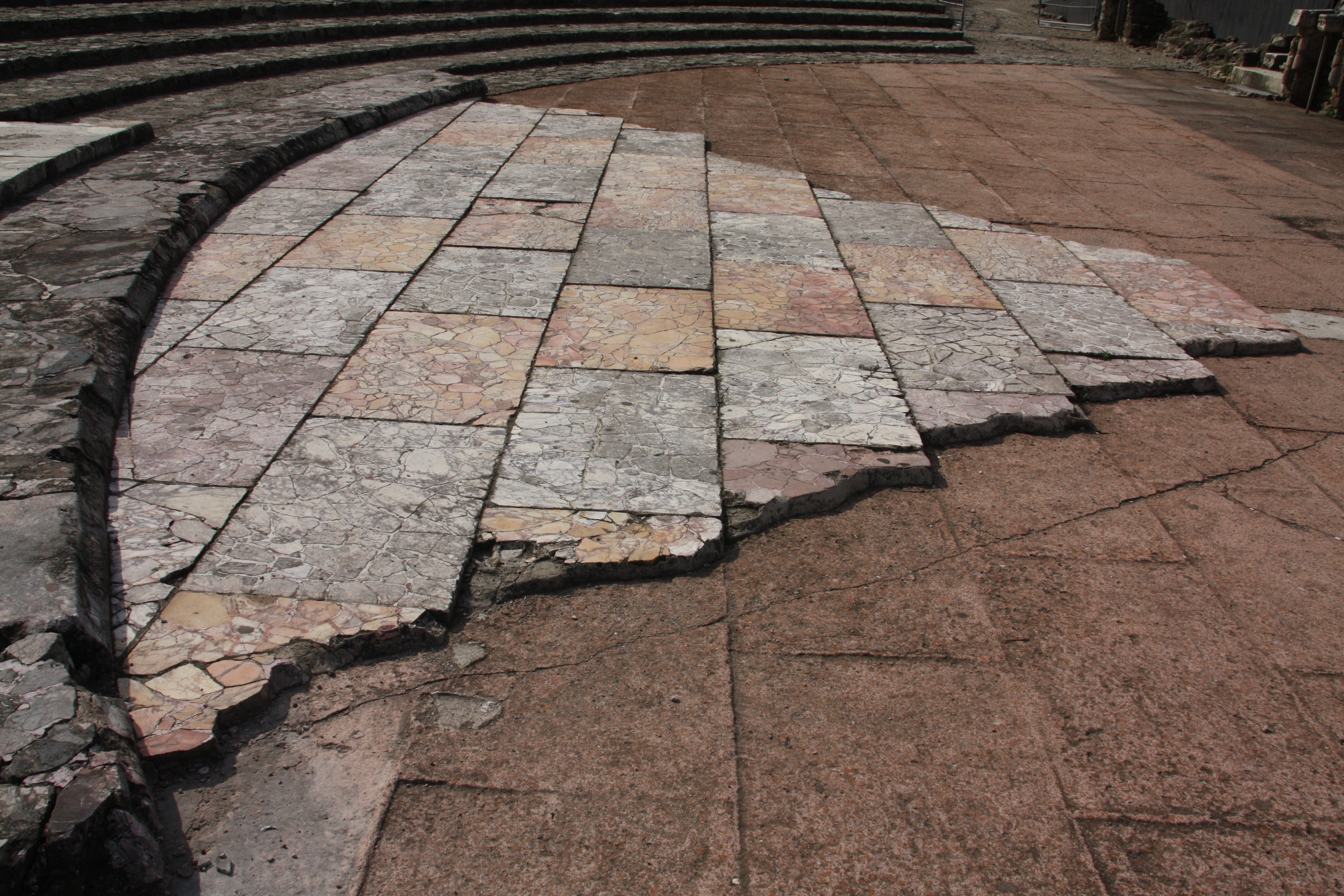
Orchestre du théâtre antique de Vienne : marbre jaune, brèche rose et brèche violette.
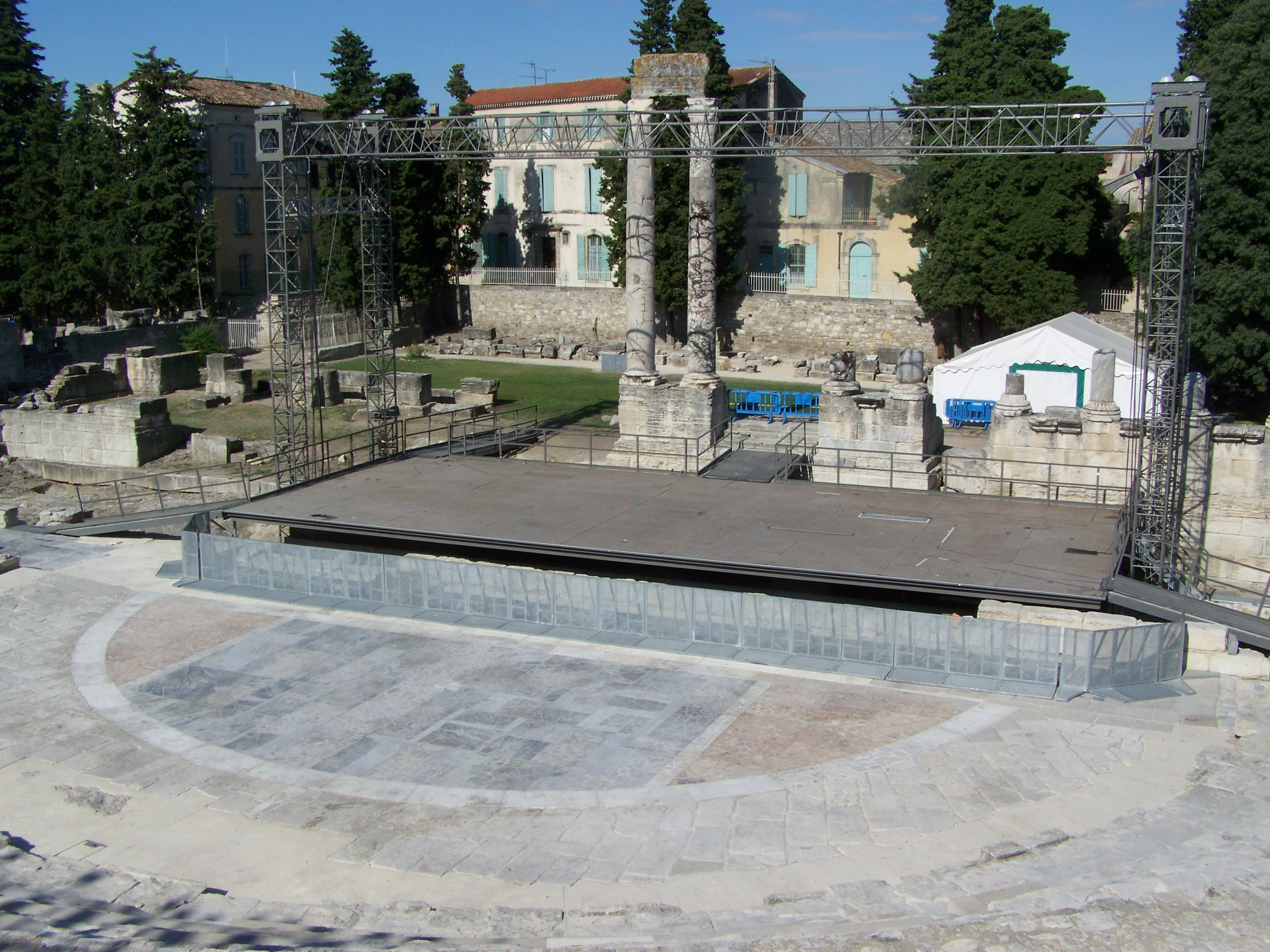
Orchestre du théâtre antique d'Arles : cipolin vert encadré de brèche rose, bordés de marbre blanc.

L'accès principal à l'orchestre se fait par deux passages latéraux couverts traversant le mur reliant la cavea et le bâti encadrant la scène. Ces couloirs sont à ciel ouvert dans le théâtre grec et sont nommés parodos (au pluriel parodoi),  tandis que leur désignation technique latine n'est pas assurée : les auteurs modernes emploient aditus maximi (« très grandes entrées »), alors que Vitruve utilise le terme peu spécialisé itinera (« passage ») et une inscription au théâtre de Theveste annonce platement ingressus theatri (« entrée du théâtre »),.
Au-dessus de l'aditus est aménagée une loge d'honneur, le tribunal (au pluriel tribunalia), réservé au magistrat qui préside les jeux, généralement le préteur à Rome. Placé ainsi, il domine la scène tout en étant visible de tous les spectateurs. La loge placée symétriquement au-dessus de l'autre aditus est destinée à Rome aux très respectées vestales.

### Mur de scène

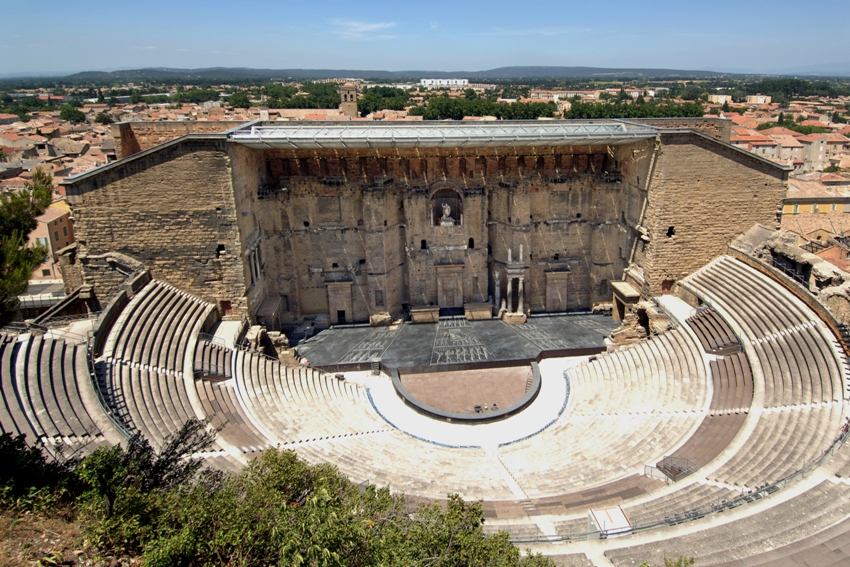
Théâtre antique d'Orange, mur de scène dépouillé de sa colonnade, flanqué des basiliques et surmonté d'un auvent moderne.

Le bâtiment fermant la cavea est constitué du mur de scène, flanqué de deux avancées où viennent se souder les gradins (les paraskenia, côtés de la scène). Vitruve nomme ces avancées versurae (« tournant, encoignure »), mais des inscriptions les désignent sous le nom de basilica (« basiliques »). Un grand auvent reliant les basiliques et appuyé au mur de scène surplombait la scène. Il n'en subsiste que de rares traces archéologiques, sur les théâtres d'Aspendos, de Bosra et celui d'Orange. Cet auvent devait jouer le rôle d'un abat-son, quoique Vitruve n'en fait pas mention parmi les dispositifs acoustiques. Le grand mur vertical a pour fonction d'isoler des bruits de l'extérieur et d'améliorer les conditions de réverbération des sons vers les gradins. L'acoustique est améliorée par la disposition dans les niches de vases acoustiques qui permettaient d'amortir la percussion de la voix des acteurs.
Le décor est formé par un gigantesque mur de scène, appelé frons scænæ,  montant au niveau du sommet de la cavea et parfois plus haut. Il est généralement orné par deux ou trois niveaux de colonnes, des sculptures d'empereur ou de divinités, et percé de niches d'où sortaient parfois des sparsiones (jets d'eau parfumée destinés à rafraîchir les spectateurs et les acteurs les jours de grande chaleur). Selon  les préconisations de Vitruve, le mur de scène s'ouvre sur trois portes à doubles battants de bois. Au centre, le rôle principal emprunte les portes royales (valvae regiae), tandis que de part et d'autre se trouvent les portes dites des étrangers ou des hôtes (valvae hospitales), celle de droite pour le second rôle et celle de gauche pour les personnages secondaires.
Le mur de scène est la partie la plus spectaculaire du théâtre offerte à l’admiration des spectateurs. Il est donc richement décoré de piédestaux, de colonnes et d’architraves, étagés de façon décroissante sur trois niveaux selon des proportions que propose Vitruve, sans en faire des règles strictes.
Ainsi constitué, le mur de scène constitue un décor fixe, aussi bien pour les scènes d'extérieur où il forme une rue bordée de colonnes, que pour les scènes d'intérieur pour lesquelles il figure un palais. Selon Vitruve, le décor de rue convient pour la comédie, tandis que l’aspect monumental sied à la tragédie.
L’agencement des portes et des ornements architecturaux du mur de scène est un des éléments de décor qui a connu le plus de variations, dont la chronologie d’évolution reste difficile à établir compte tenu de l’imprécision de datation de nombreux théâtres. Les premiers théâtres romains comme celui de Marcellus, de Pompéi ou d’Ostie dans leur version de l’époque d’Auguste insèrent les portes dans un mur simplement rectiligne. Mais des variantes plus architecturées apparaissent dans les théâtres italiens dès le règne d’Auguste : ainsi la porte centrale se place dans un retrait incurvé encadré de deux avant-corps, comme au théâtre d'Aoste. À Iguvium (Gubbio), les portes latérales sont en recul dans des niches rectangulaires, et la porte centrale est dans une abside semi-circulaire. Les trois portes sont encadrées de colonnes et précédées de quelques marches d’escalier. Les mêmes sophistications architecturales se répandent rapidement en Gaule narbonnaise et en Espagne, et caractérisent le modèle du théâtre romain.

Murs de scène, plans et remontage
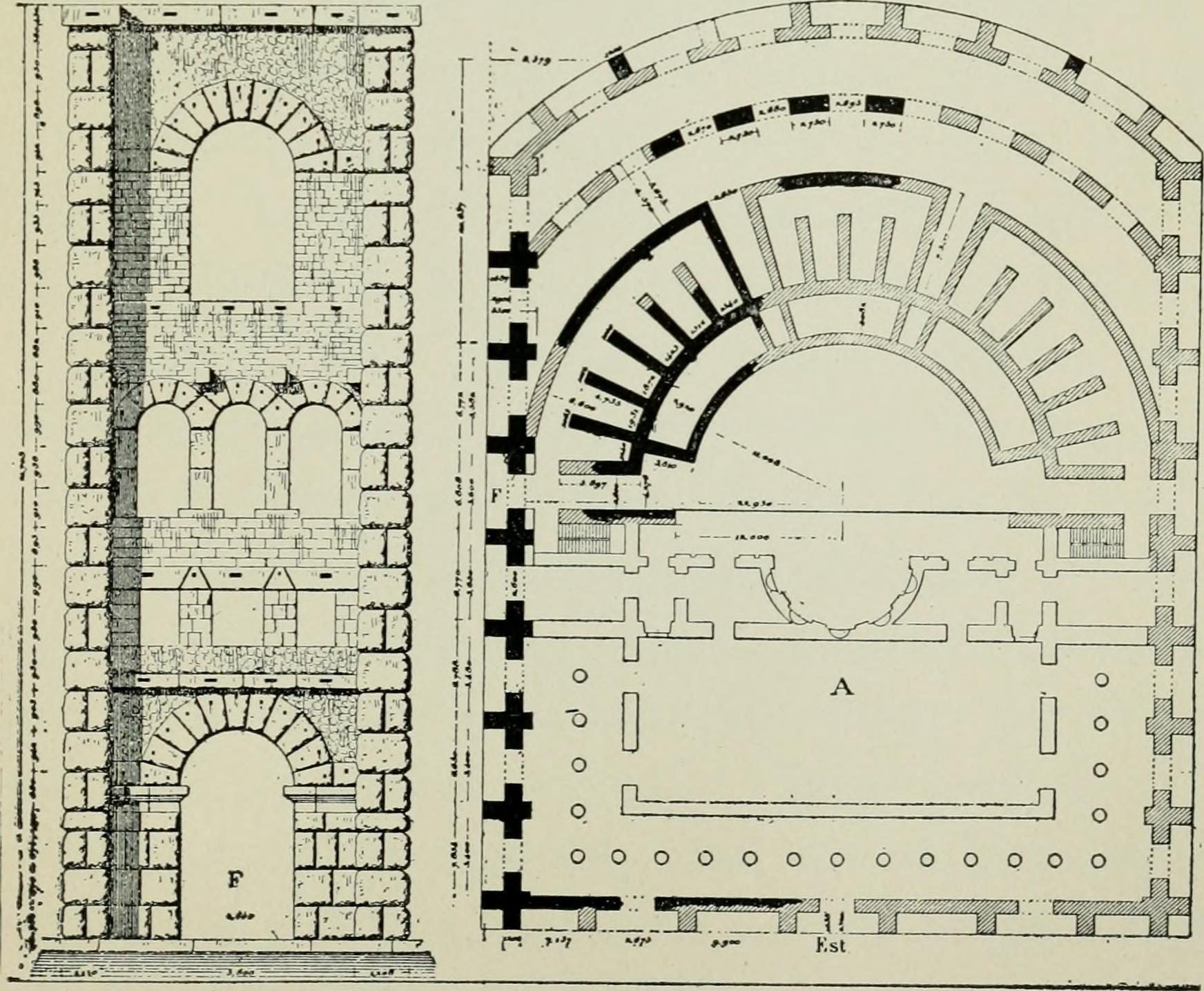
Plan du théâtre romain d'Aoste : porte centrale au fond d’une exèdre.
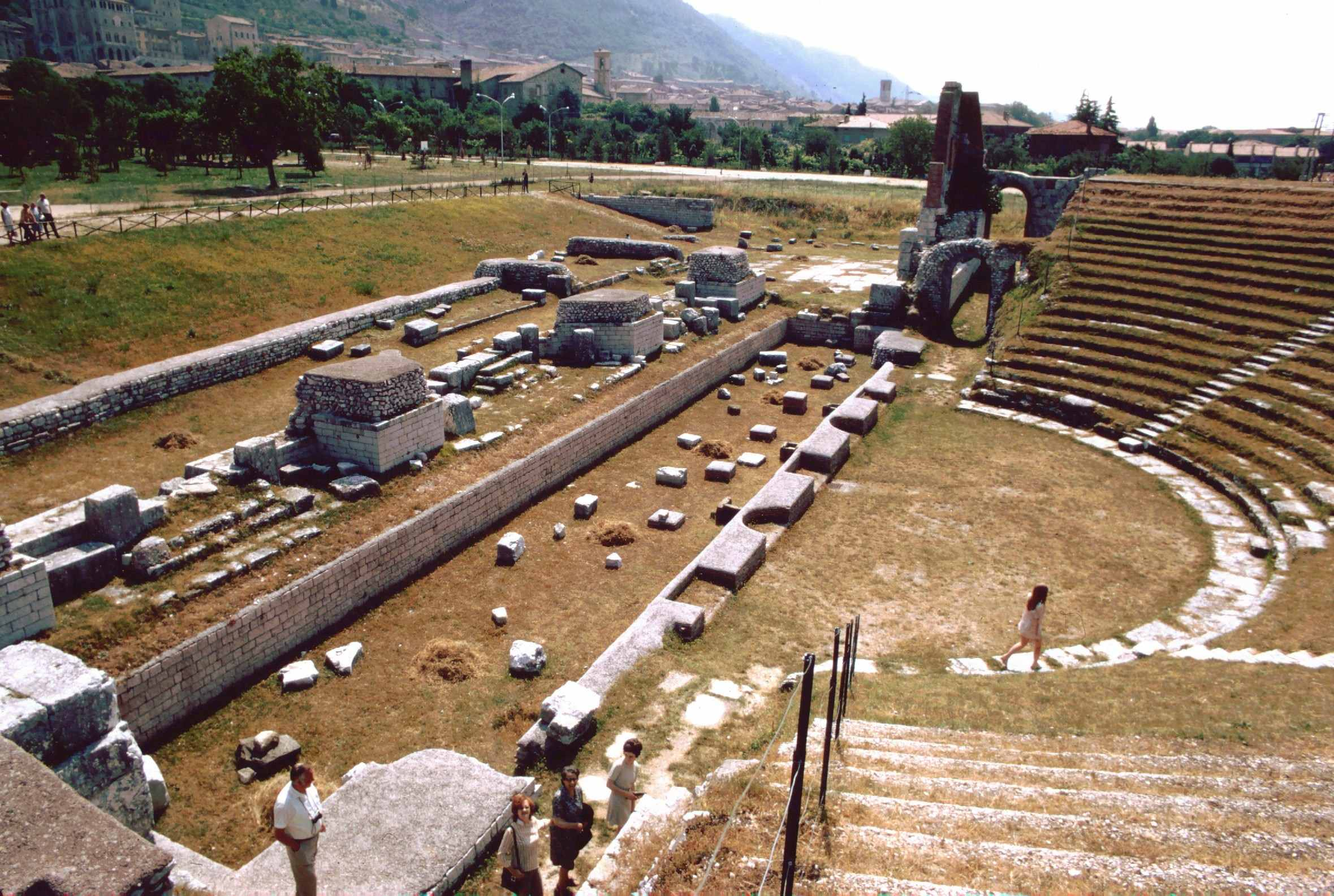
Théâtre de Gubbio (Ombrie) : mur de scène avec ses portes en retrait, fosse de scène, pulpitum indenté.
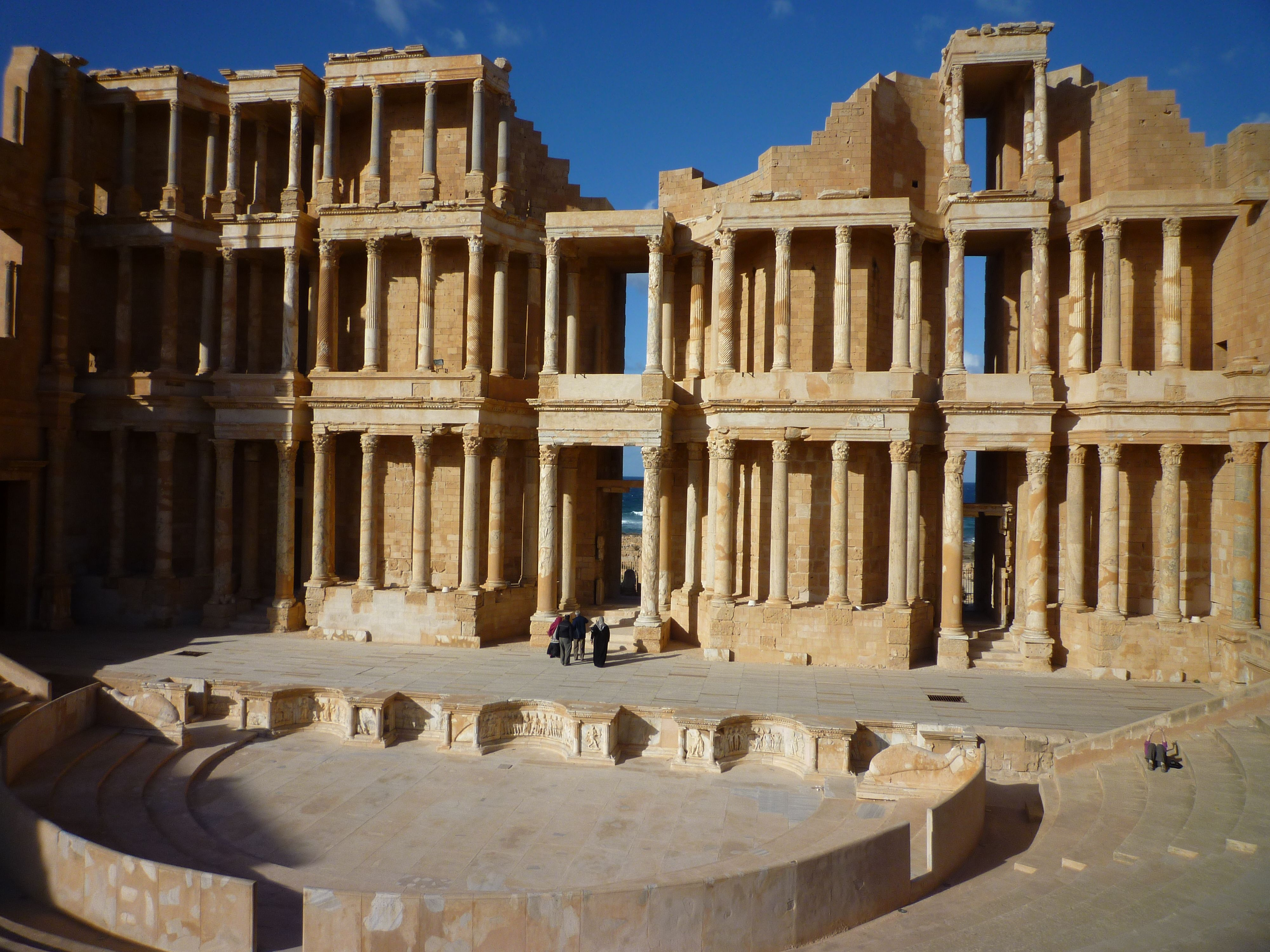
Théâtre antique de Sabratha (Libye) : mur de scène reconstitué entre 1932 et 1937.

### Scène etpulpitum
La scène grecque (proskenion) est haute et étroite alors que la scène latine, appelée proscænium ou pulpitum, est une estrade large et basse dont la hauteur n'excède pas un mètre cinquante, soit cinq pieds romains selon les préconisations de Vitruve, pour que les spectateurs assis à l'orchestre puissent voir la scène. Les théâtres construits sous l'Empire dans la partie occidentale et orientale respectent cette limite, tandis que les scènes de théâtres purement hellénistiques montent à deux mètres et demi, voire trois mètres et demi, dans le cas du théâtre d'Épidaure.
La scène était généralement couverte d'un plancher en bois posé par-dessus une fosse, l'hyposcaenium, ce qui en accentuait la sonorité. Les acteurs y accédaient soit par les trois portes monumentales percées dans le mur de scène, soit, depuis de grandes salles latérales servant de coulisses, par les portes dites « côté forum » et « côté campagne », équivalents des modernes côté cour et côté jardin.
Le bord de la scène qui fait face à l'orchestre, ou pulpitum, est constitué d'un petit mur divisé en niches semi-circulaires ou rectangulaires, et est luxueusement décoré de bas-reliefs en marbre. 
Plusieurs théâtres ont livré des fragments assez importants de leur pulpitum, montrant la diversité des décors :

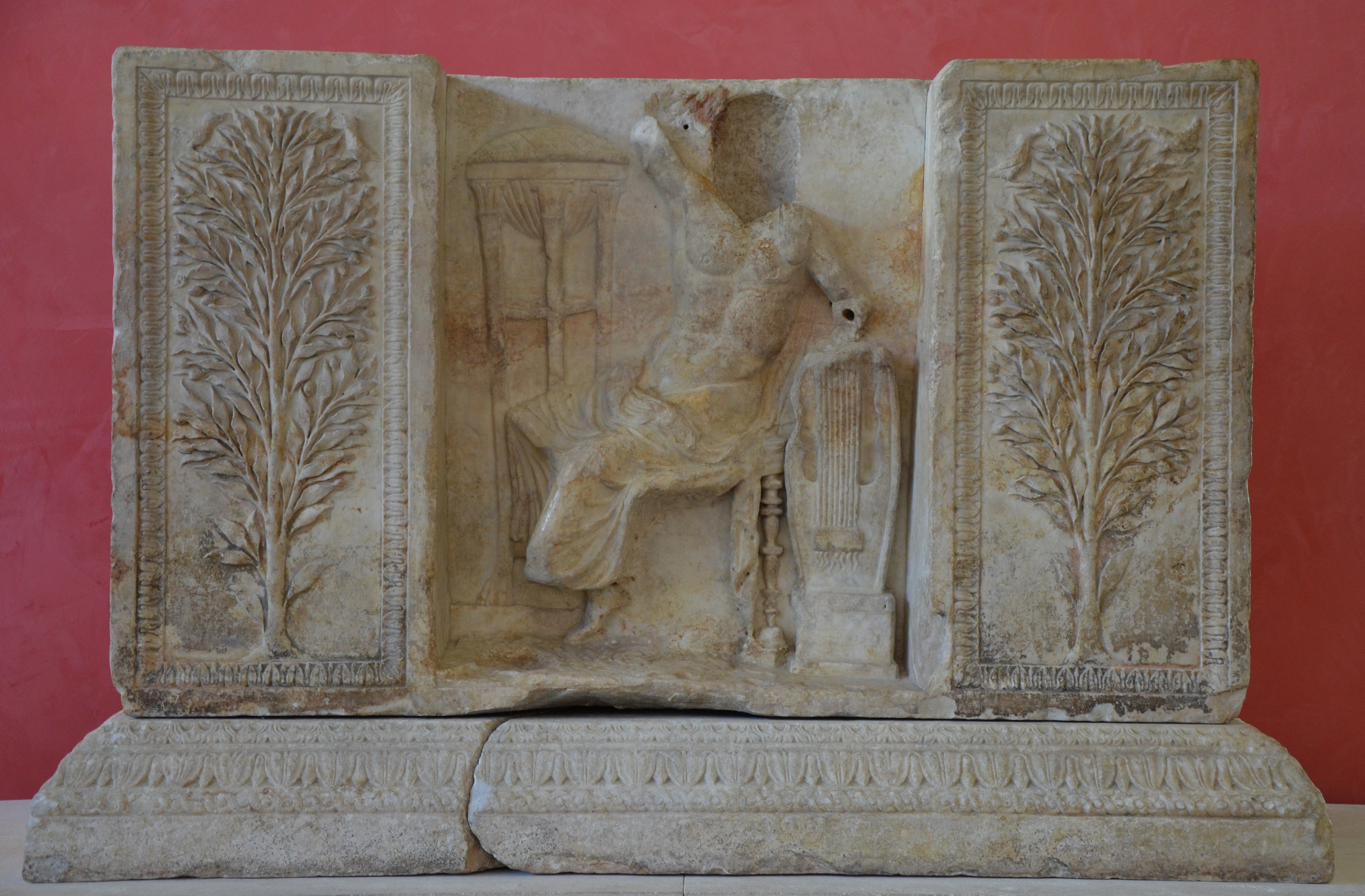
L’autel d’Apollon, niche centrale du pulpitum du théâtre d’Arles.

Au théâtre antique d'Arles Arelate, le pulpitum est particulièrement découpé avec cinq niches incurvées et deux escaliers, séparés par huit niches rectangulaires. La décoration, politique et religieuse, exprime l’association d’Auguste et d’Apollon : dans la niche centrale, un grand autel figure Apollon assis entre une lyre et un trépied delphique, symbole de la prophétie de l’Âge d’or restauré par Auguste. La représentation d’Apollon est encadrée de tiges de laurier, symbole de victoire. Dans les niches de part et d’autre du centre, des silènes boivent à des outres en peaux de chèvre. À chaque extrémité pulpitum, un escalier est flanqué de niches rectangulaires qui contiennent un autel orné de couronnes civiques en feuilles de chêne.
Dans le théâtre antique de Vienne (France), le pulpitum alterne trois niches arrondies et deux niches rectangulaires, encadrés par deux escaliers descendant des extrémités de la scène. Entre chaque paire de grandes niches, se place une petite niche rectangulaire bordée de colonnettes, soit huit en tout. Une frise au décor animalier, conservée au Musée archéologique Saint-Pierre,  présente un caractère dionysiaque. 

Théâtre antique de Vienne
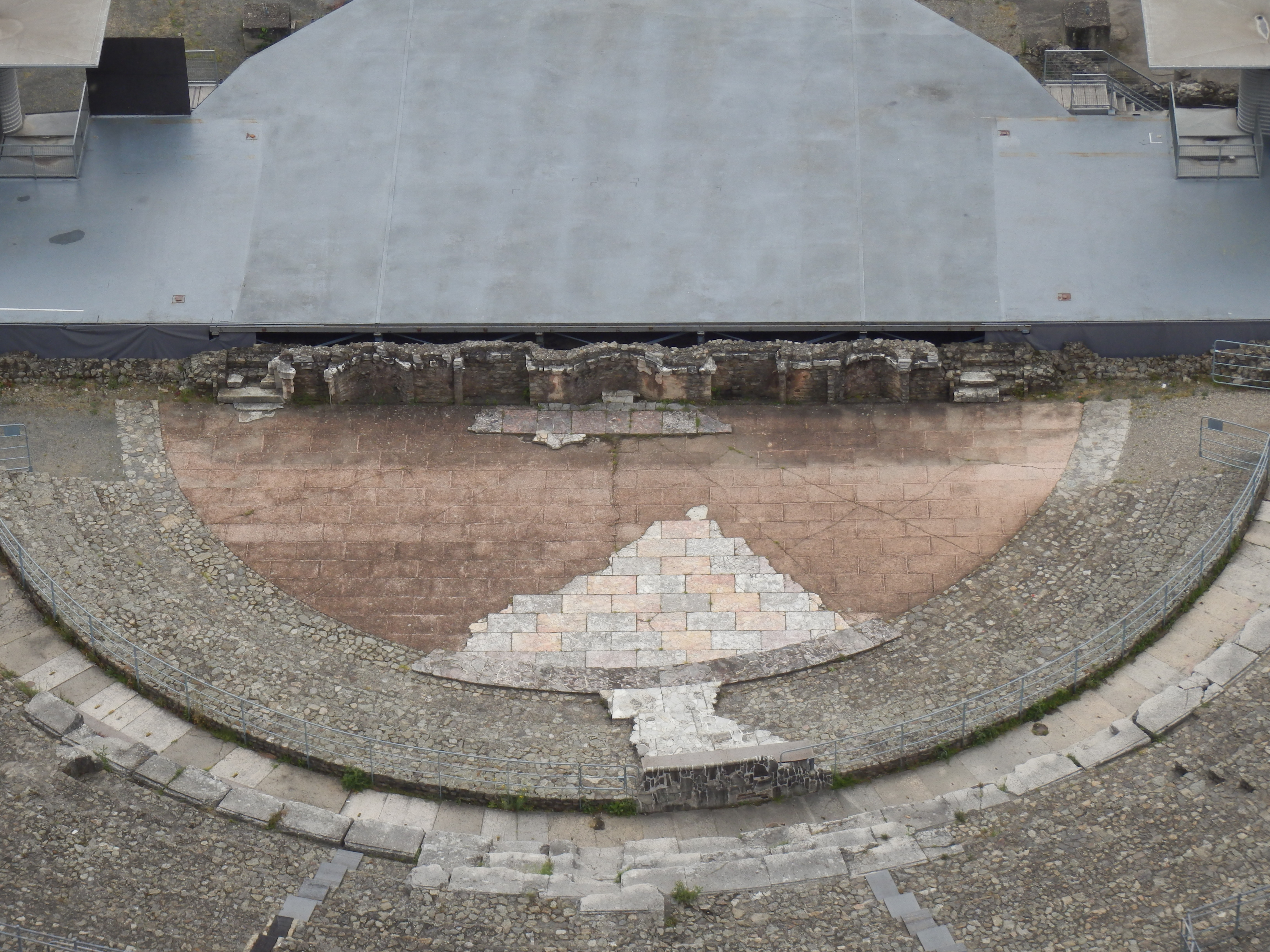
Pulpitum et orchestre du théâtre de Vienne
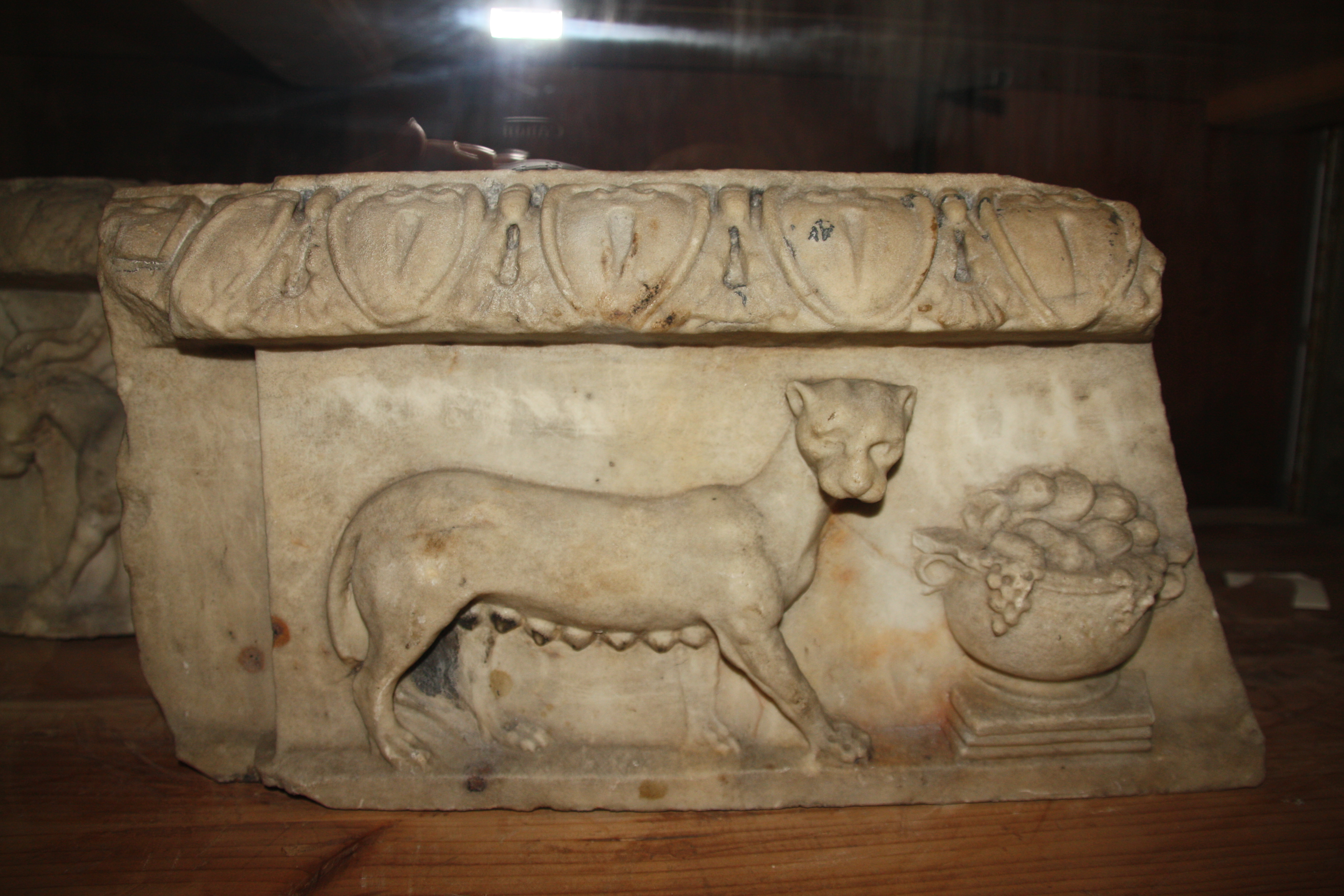
Panthère.
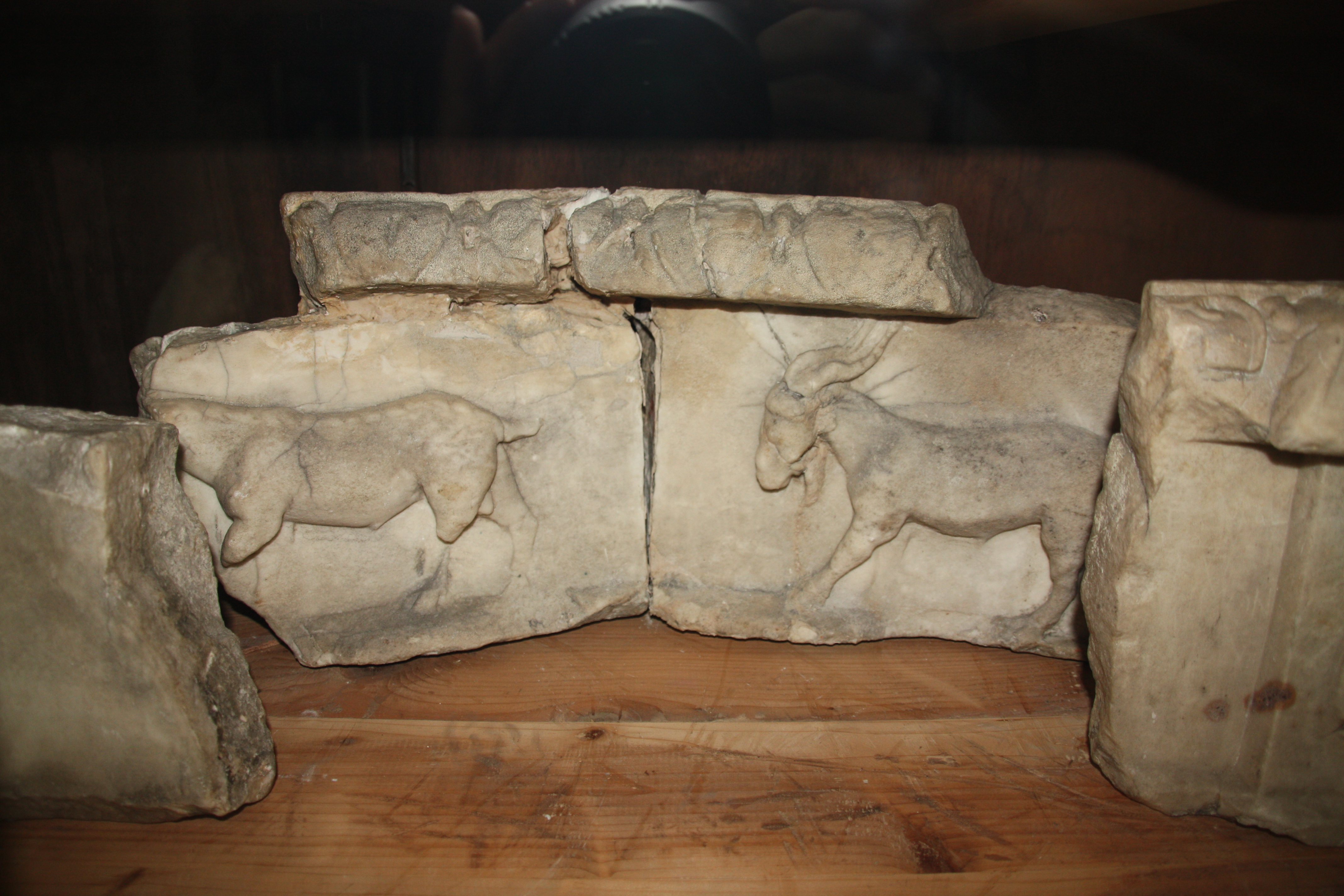
Étalon et bouc.
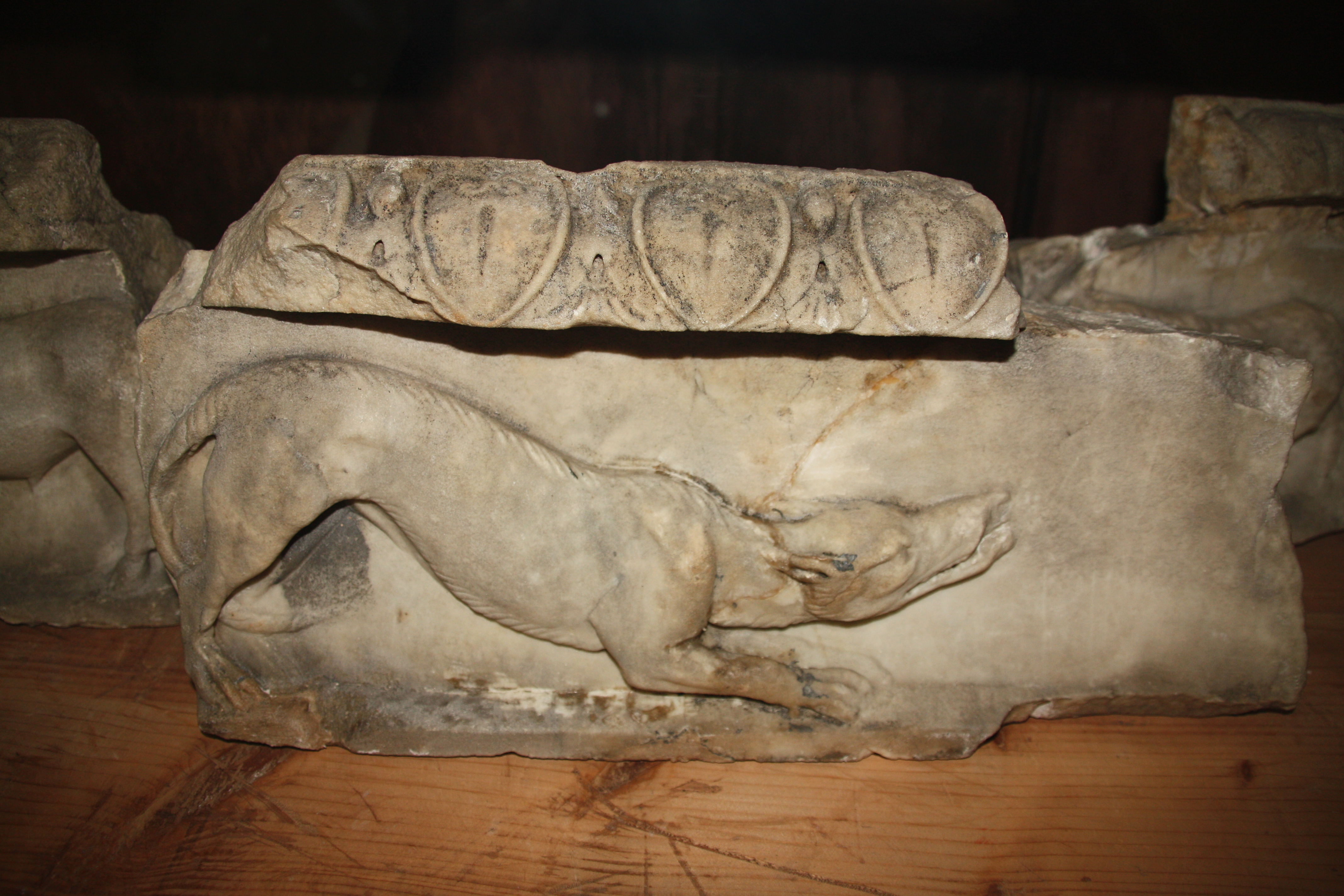
Molosse.

Le pulpitum du théâtre antique de Sabratha (Libye) est le mieux reconstitué de tous. Il présente trois niches incurvées, en écho des absides des portes du mur de scène, et quatre niches rectangulaires, décorées de diverses types de scènes, politiques (serment de mains entre Sabratha et Rome personnifiées), mythologiques, érotiques, tragiques, comiques :

Théâtre antique de Sabratha
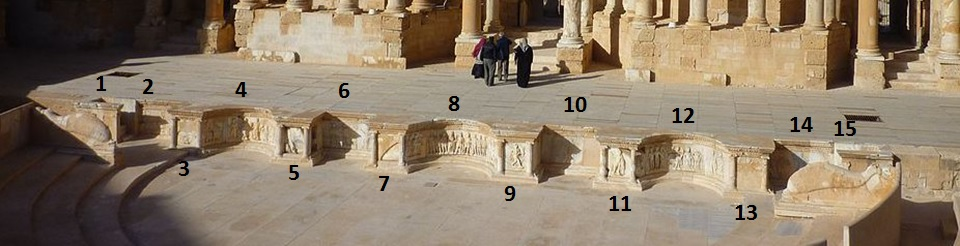
Scène et pulpitum à sept niches décorées.
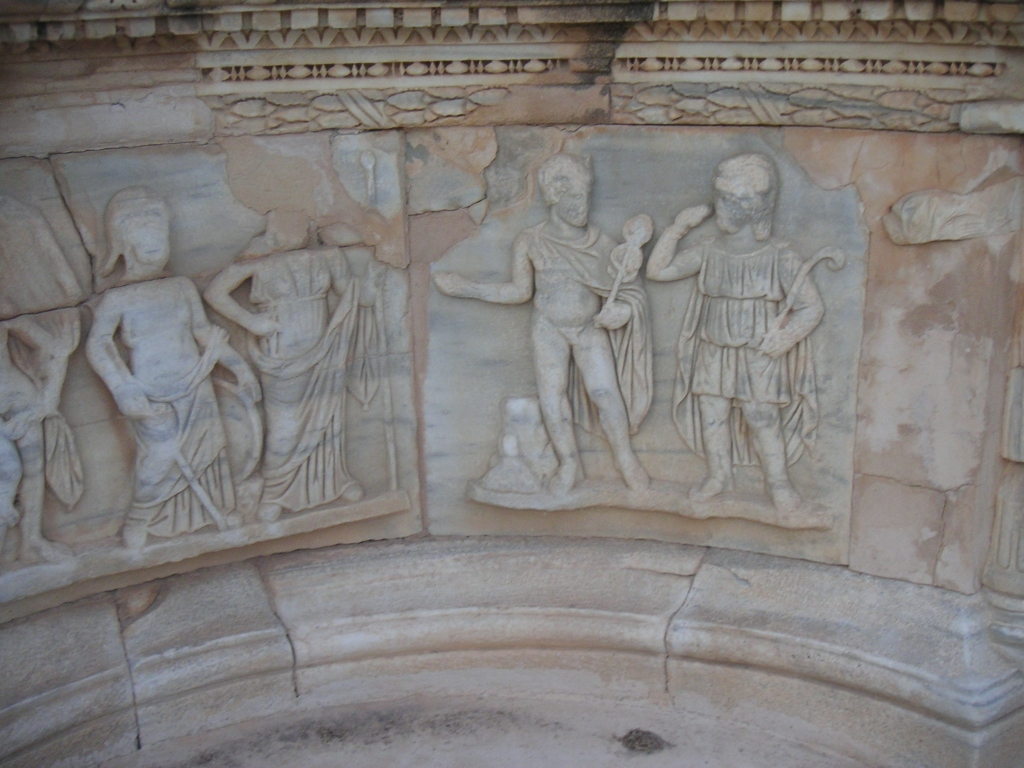
Le Jugement de Pâris.
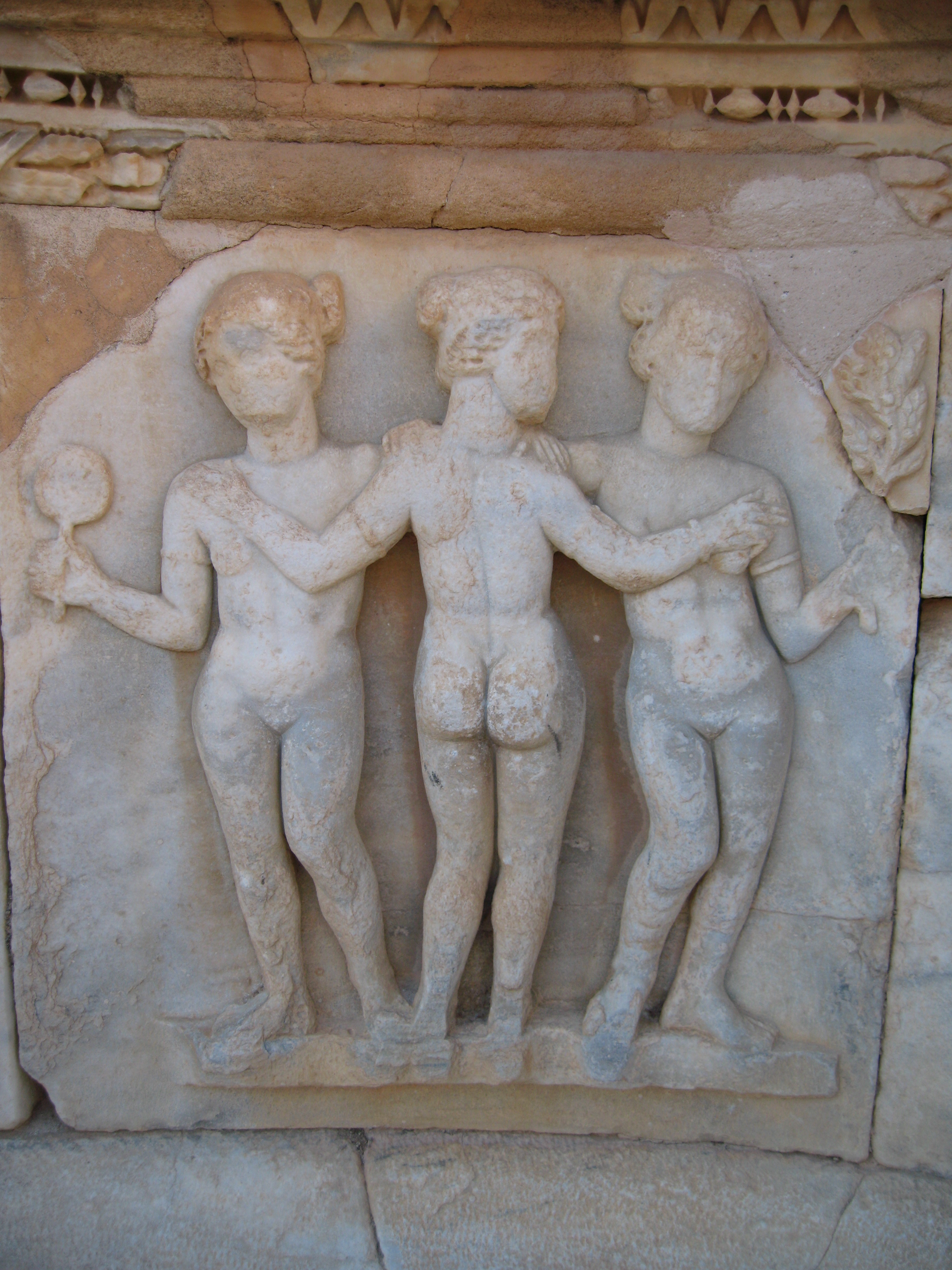
Les Trois Grâces, suite érotique du jugement de Pâris.
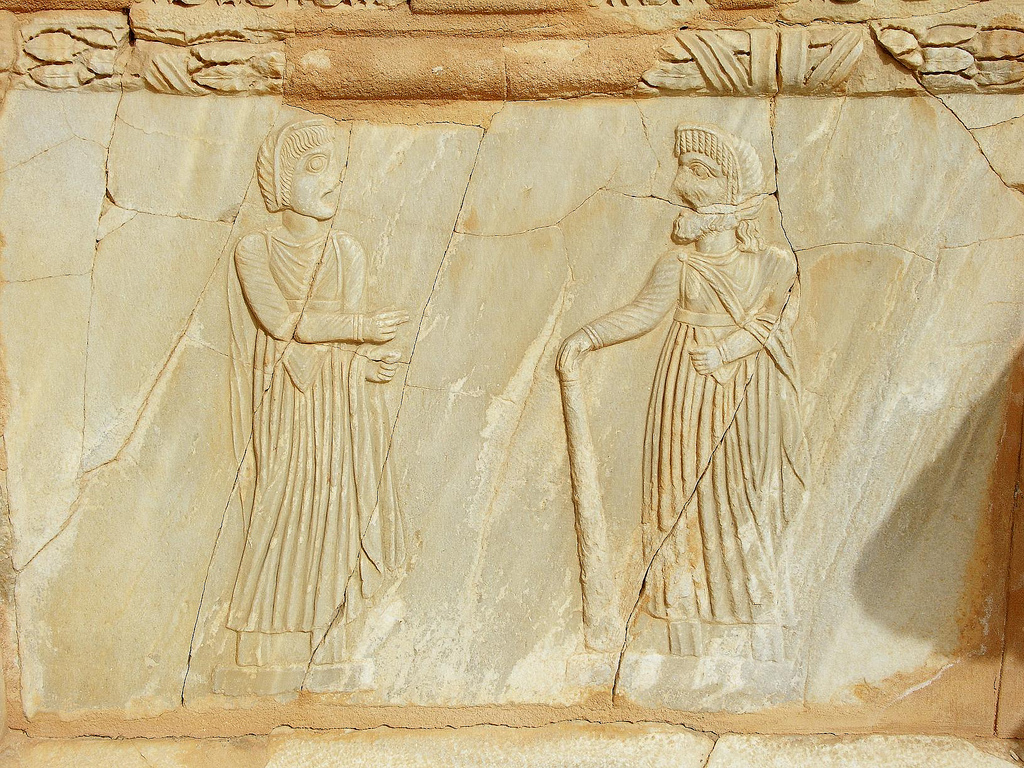
Scène tragique d'acteurs masqués, Héraclès et son fils Hyllos.
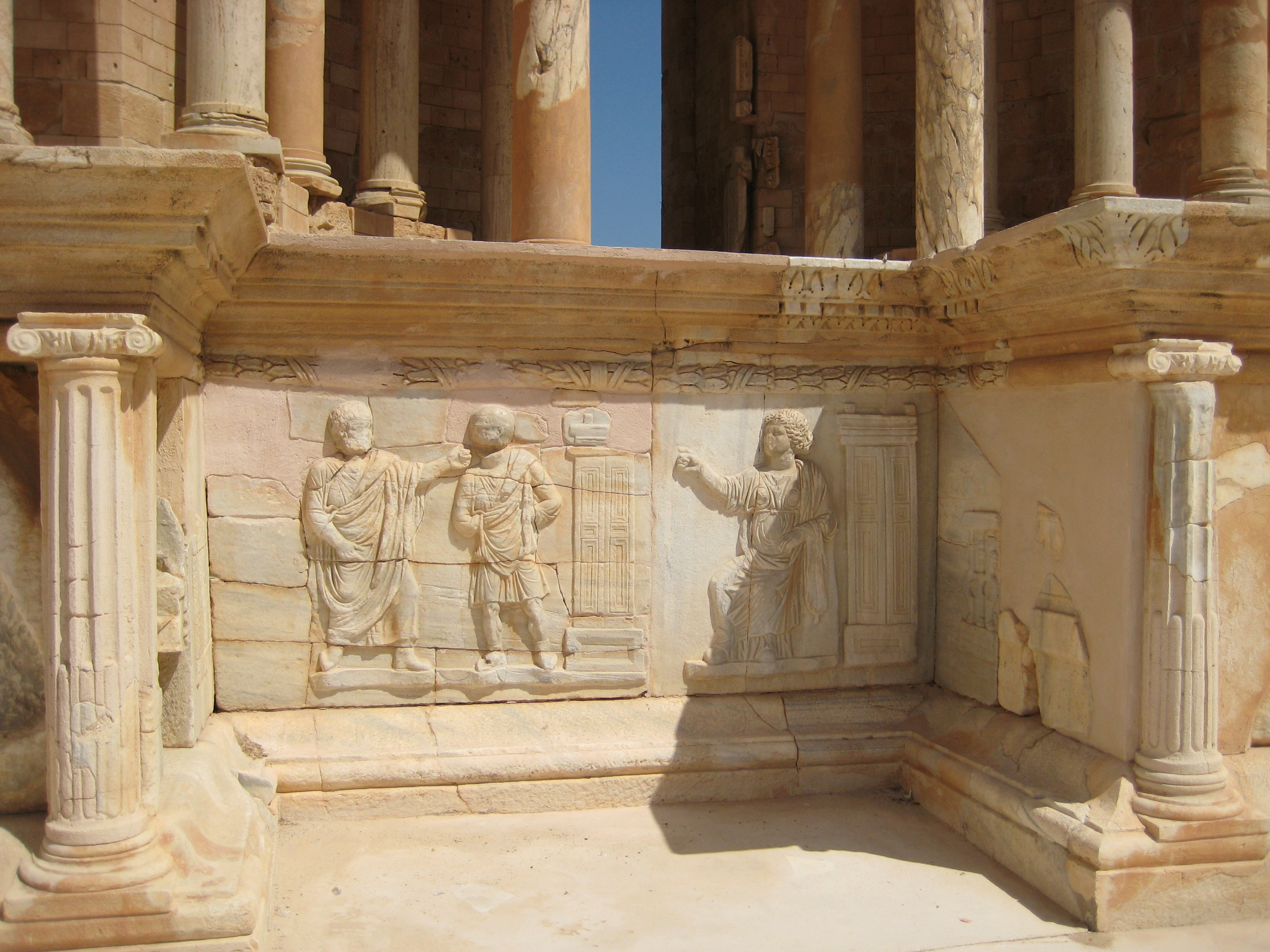
Scène de pantomime, acteurs masculins et féminin sans masque.

### Rideau de scène
Le rideau de scène est une innovation romaine. Deux désignations sont connues, le siparium, rideau de comédie déployé en n'importe quel point de la scène pour cacher les mimes, et le aulaeum, rideau de tragédie monté en avant-scène. L'agencement de l'aulaeum a été particulièrement étudié sur les vestiges du théâtre antique de Lyon, où l'on a retrouvé dans la fosse du rideau (située en arrière du pulpitum) les pierres évidées qui servaient de guide aux armatures de bois du rideau. Il était composé de bandes de toiles indépendantes (ou lés) fixées à une barre ou traverse supportée par des poteaux de bois mobiles. Ces toiles qui s'enroulaient sur des sortes de bobines étaient tirées de la fosse par une machinerie formée de cordes de manœuvre, de rouleaux d'enroulement et de contrepoids, pour le début et la fin de la représentation, pour servir de décor ou former une toile de fond pendant les intermèdes.

### Façade de lacavea

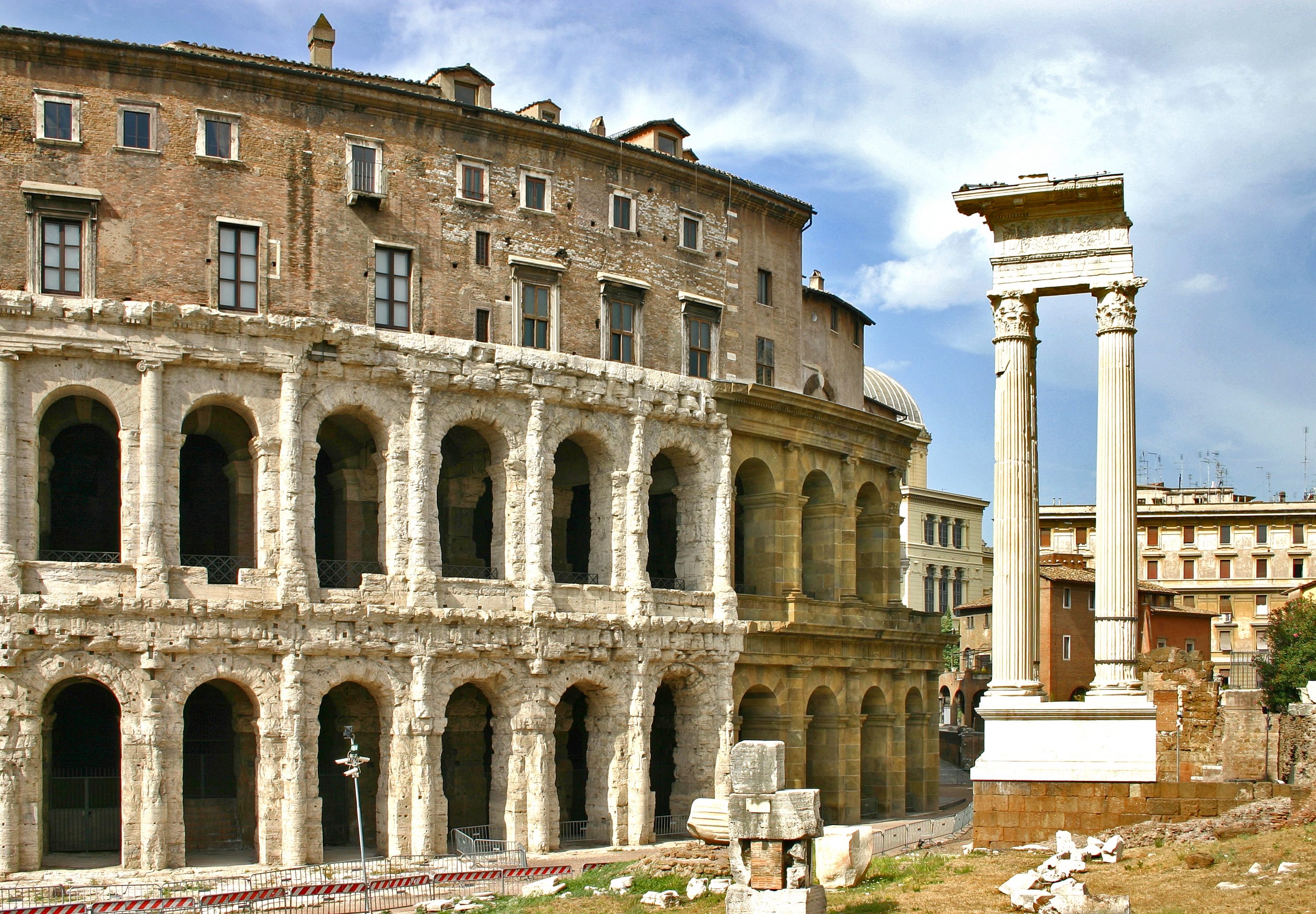
Façade du théâtre de Marcellus.

Le theatron grec s'étage sur la pente d'une colline, alors que le théâtre romain peut être construit en terrain plat, ce qui impose une importante superstructure pour soutenir la cavea, et donc une façade qui enveloppe ce bâti et distribue les entrées. La façade est généralement composée d'arcades à colonnes engagées d'ordres différents et superposés.

### Arrière du mur de scène

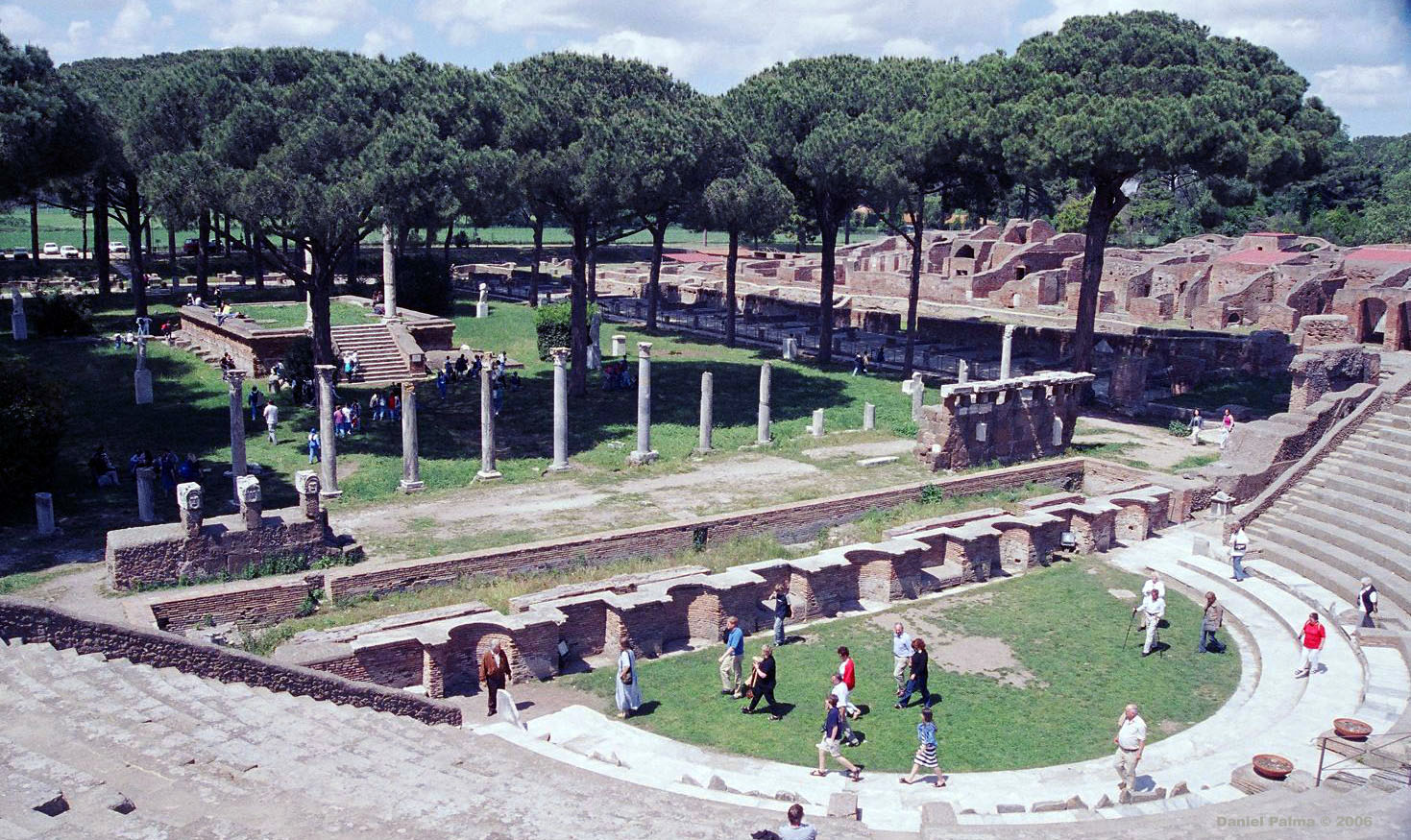
Ostie, orchestre et pulpitum du théâtre, en arrière-plan le quadriportique (le mur de scène a disparu).

Vitruve conseille d'aménager à l'arrière du mur de scène un portique (porticus post scaenam) accessible aux spectateurs en traversant les basiliques, qui sert de promenoir ou d'éventuel abri lors d'averse interrompant la représentation. Cet aménagement, facultatif, peut consister en une colonnade unique, ou de façon plus importante offrir un espace vert entouré de colonnes (quadriporticus). Si les premiers quadriportiques construits par les Romains ne sont plus que des vestiges enfouis, comme celui du théâtre de Pompée à Rome, d'autres exemples subsistent dans toute leur étendue sur les sites archéologiques, comme la Place des Corporations à Ostie et derrière le théâtre de Pompéi.

### Décoration
Édifices civiques de prestige, les théâtres sont décorés de statues qui honorent les dieux, l’empereur et sa famille et les citoyens les plus illustres de la cité, en priorité les généreux donateurs qui ont contribué à la construction ou à la rénovation du lieu. Ces statues sont le plus souvent disposées sur les côtés de la scène, sur le mur de scène ou sur les tribunalia, en vue des spectateurs. Deux théâtres relativement préservés des récupérations médiévales donnent un aperçu de la statuaire pratiquée : celui d’Herculanum en Italie du sud, figé dans les cendres de l’Éruption du Vésuve en 79, et celui Leptis Magna en Libye, endommagé par les tremblements de terre et recouvert par les sables après les invasions arabes.
L’exploration du théâtre d’Herculanum est une des premières fouilles du site, réalisée au XVIIIe siècle par le percement d’une série de tunnels à travers la cendre consolidée, accompagné d’un pillage systématique des marbres et des statues trouvés sur place. Quinze statues ornaient les niches du mur de scène, dont seul un torse d’Hercule a été identifié et récupéré. Sur le pourtour du sommet de la cavea se dressaient sur des piédestaux nominatifs les statues grandeur nature en bronze des personnalités impériales et municipales. Parmi ces statues, cinq ont été récupérées intactes, dont Tibère, Livie, une dame inconnue et deux citoyens d’Herculanum, Marcus Calatorius et l’augustalis Mammius Maximus. À chaque extrémité de la scène, des piédestaux soutenaient la statue de donateurs, Appius Clodius Pulcher consul en 38 av. J.-C. et Marcus Nonius Balbus,.

Statuaire du théâtre d’Herculanum - Musée de Naples
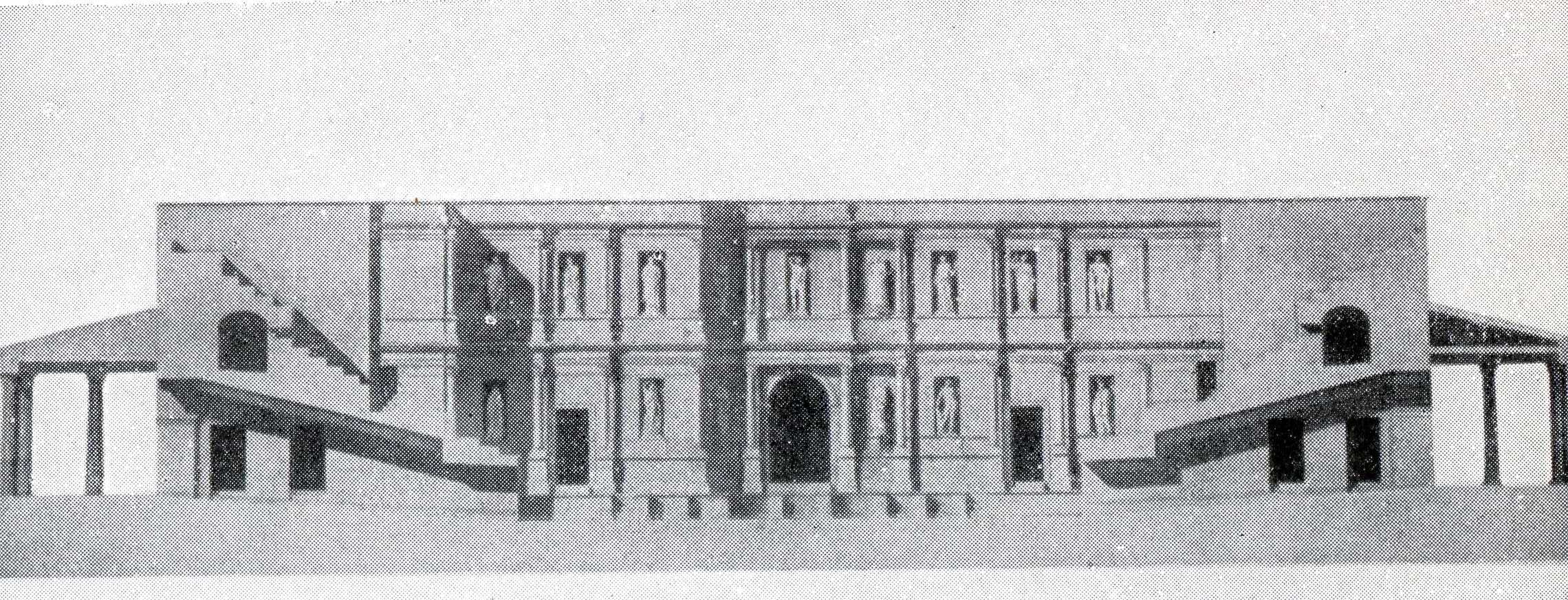
Reconstitution de la scène du théâtre d'Herculanum par François Mazois (1783-1826).
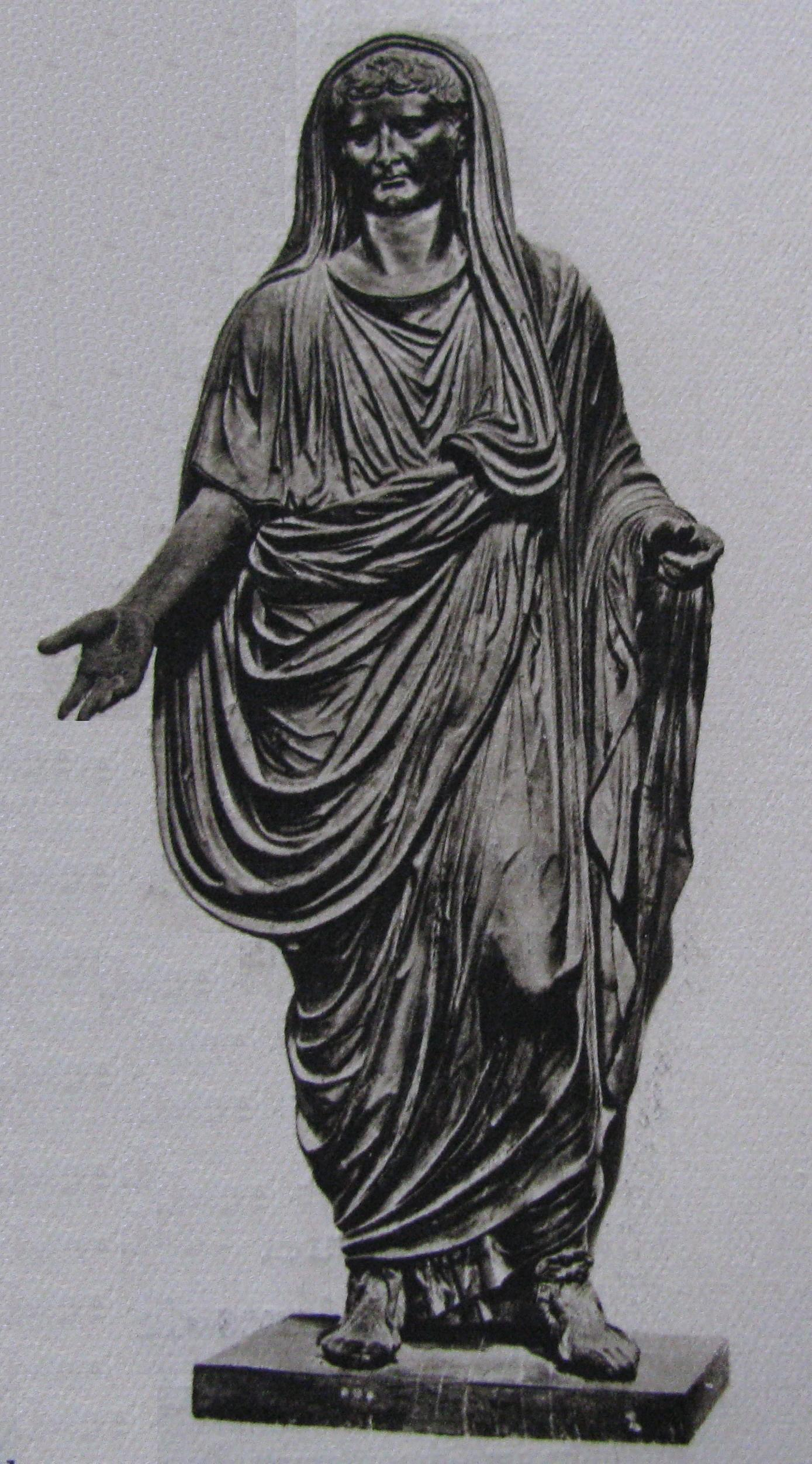
L'empereur Tibère.
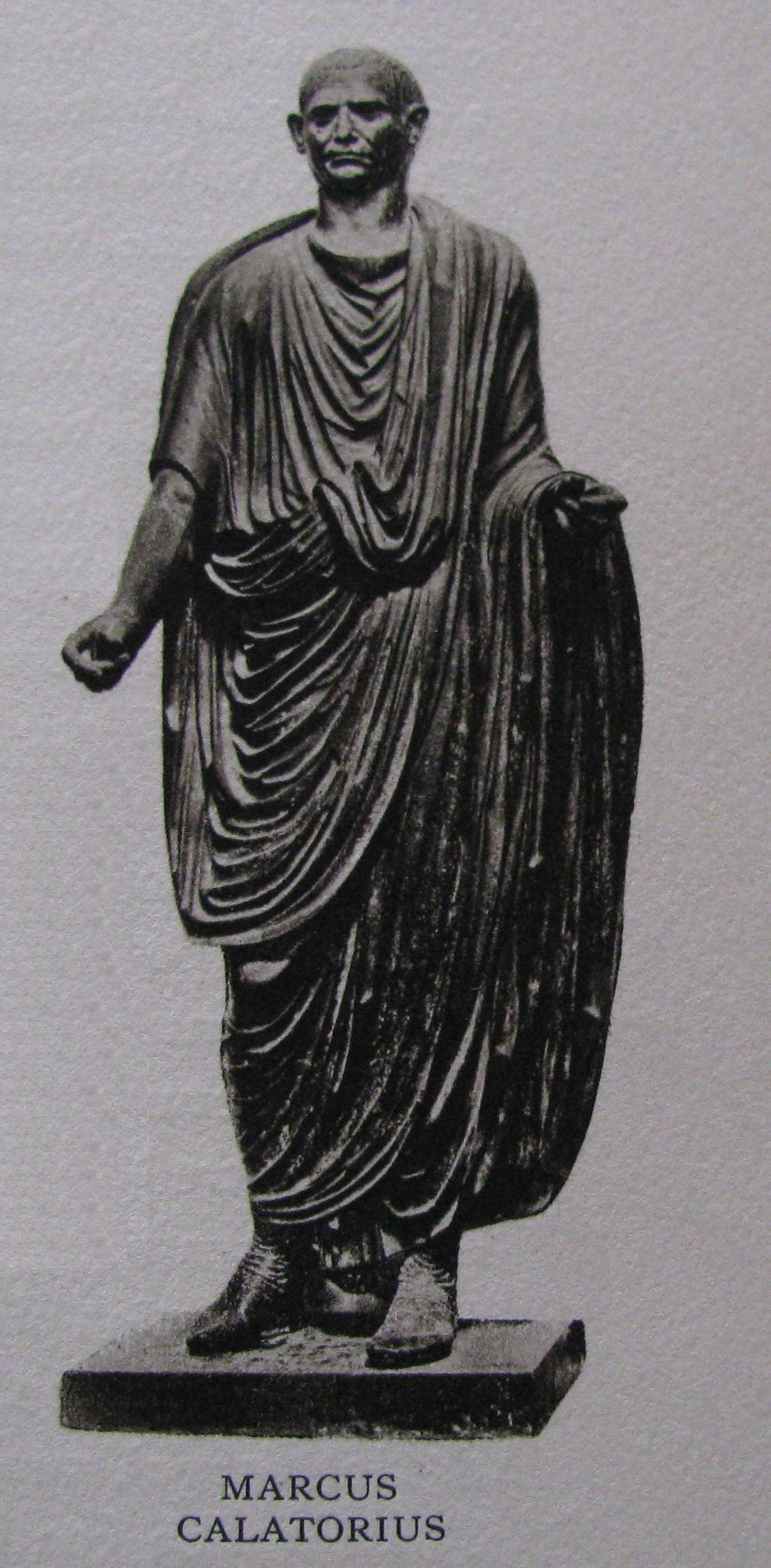
Marcus Calatorius Quartius.
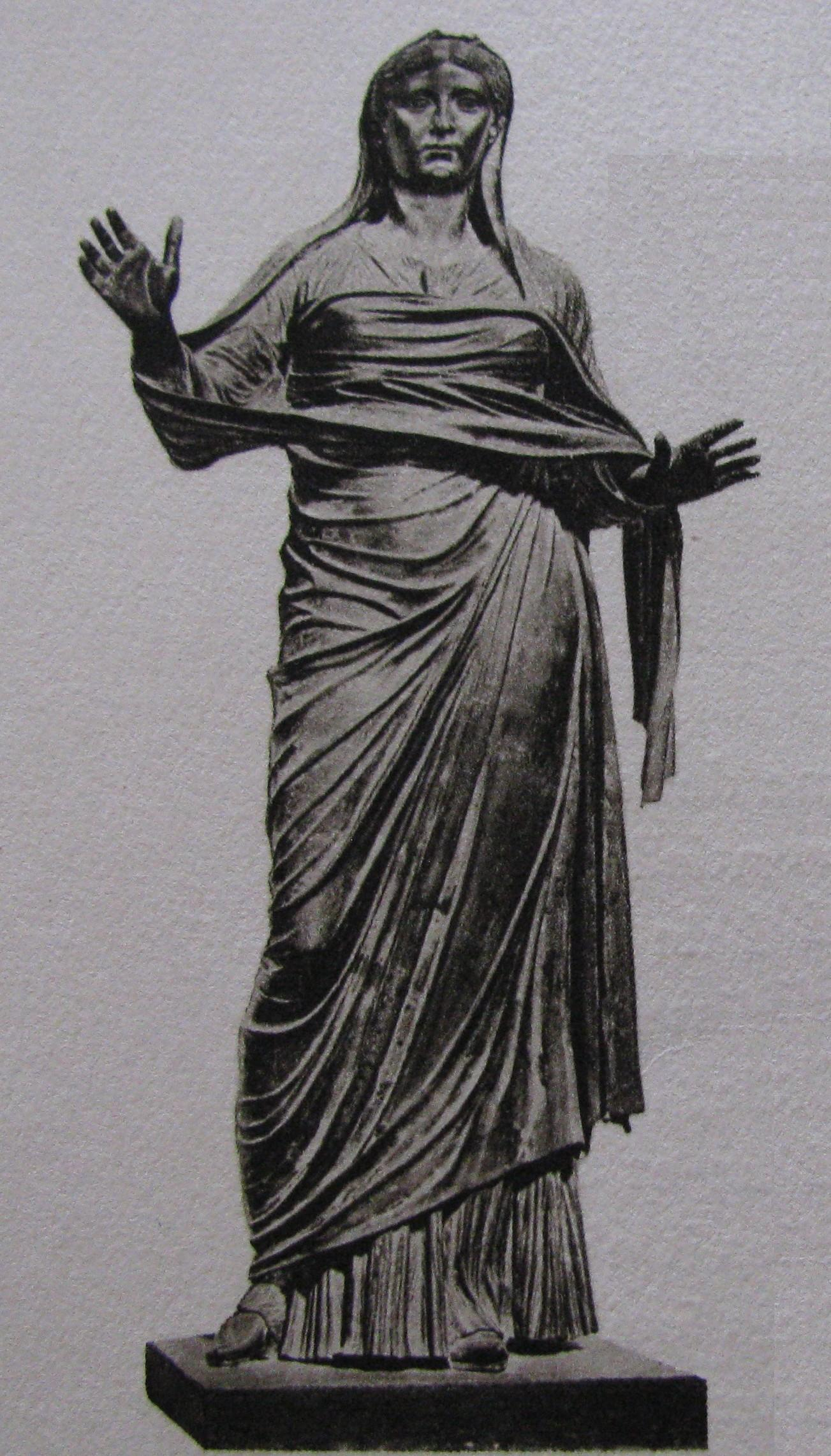
Dame d'Herculanum.

La statuaire du théâtre de Leptis Magna honorait la famille impériale et les dieux gréco-romains : une statue colossale de Cérès trônait dans le temple placé au sommet de la summa cavea. En face, sur le mur de scène se côtoyaient les statues d’Hadrien, de Faustine la Jeune, épouse de Marc Aurèle, et de sa fille Lucilla, et celles de Dionysos, Hermès, Athéna et Apollon. Dans une des salles sur le côté de la scène, se trouvaient des statues d’Hermès et d’Aphrodite, et dans l’autre salle les statues d’Artémis et de Faustine la Jeune. Deux têtes colossales de Marc Aurèle et de Verus, découvertes près du mur de scène, ornaient probablement les niches au-dessus de chaque porte des hôtes, tandis qu’une troisième tête colossale, de Septime Sévère surmontait probablement la porte royale. Enfin, dans le quadriportique à l’arrière du théâtre se dressaient les statues de Septime Sévère, de Julia Domna son épouse et de Caracalla leur fils .

Scène du théâtre de Leptis Magna
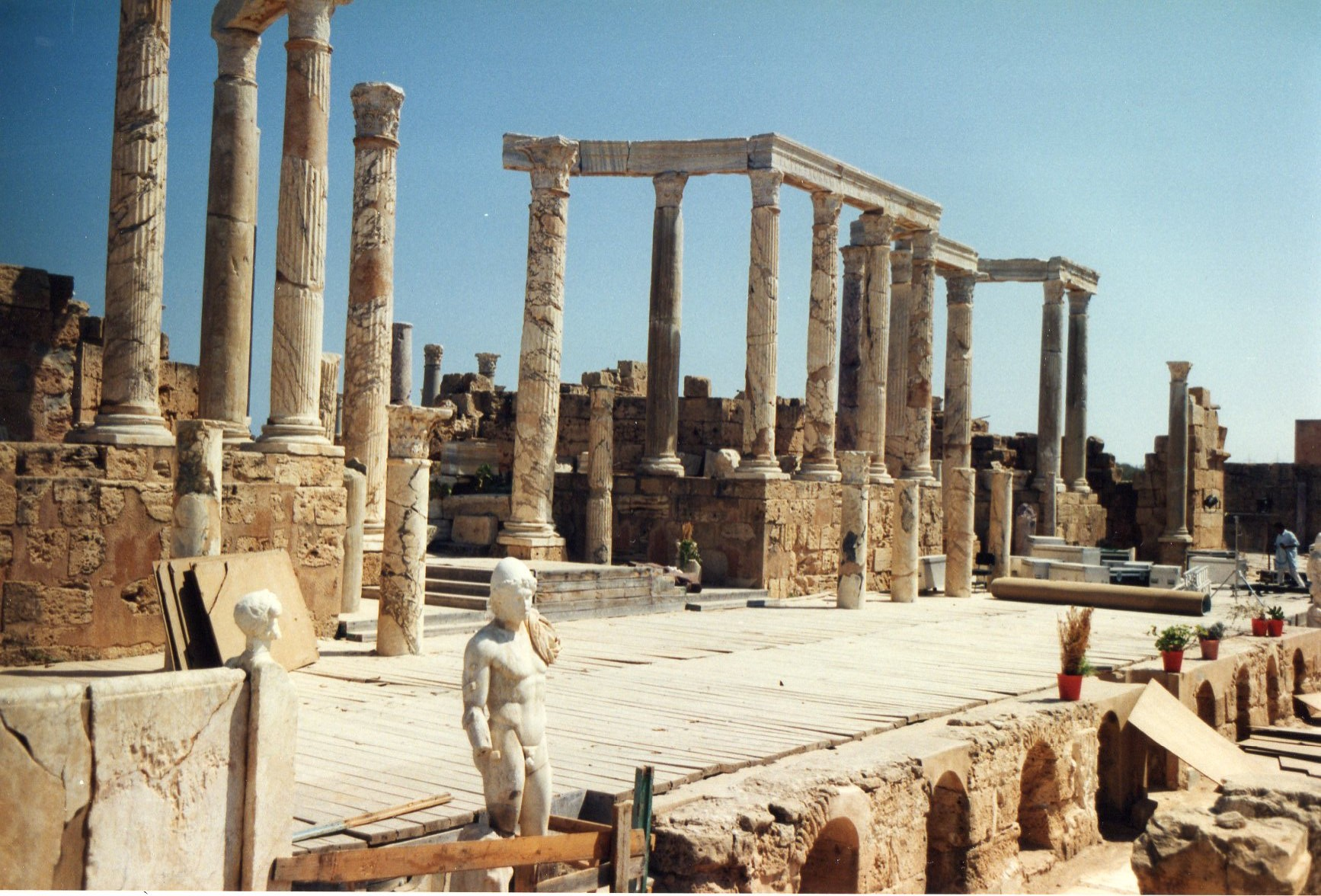
Scène et pulpitum en 1993. À gauche, muret décoré de la tête de Liber Pater, à côté statue d'un des Dioscures
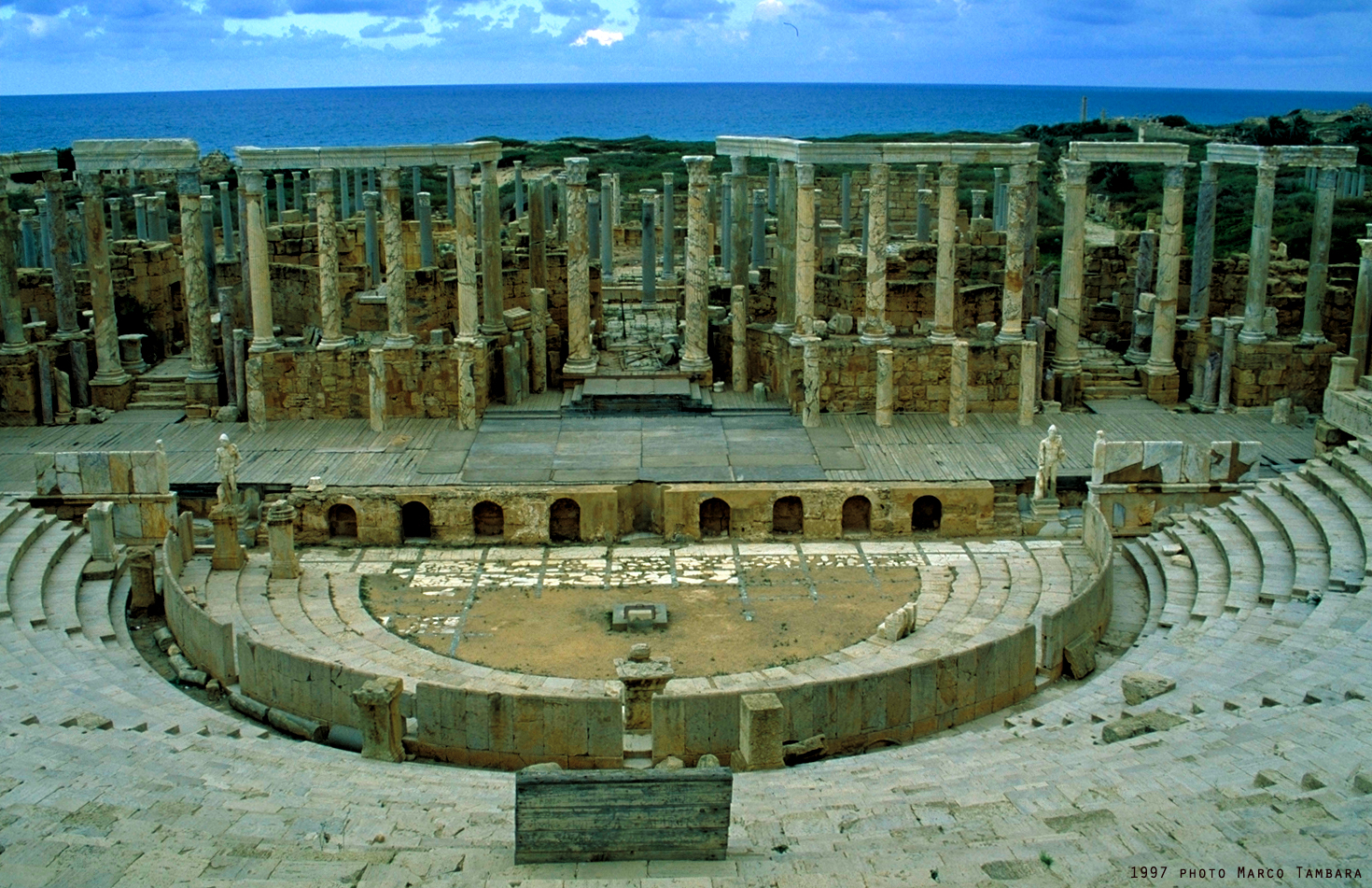
Scène en 1997, encadrée à gauche et à droite par les statues des Dioscures
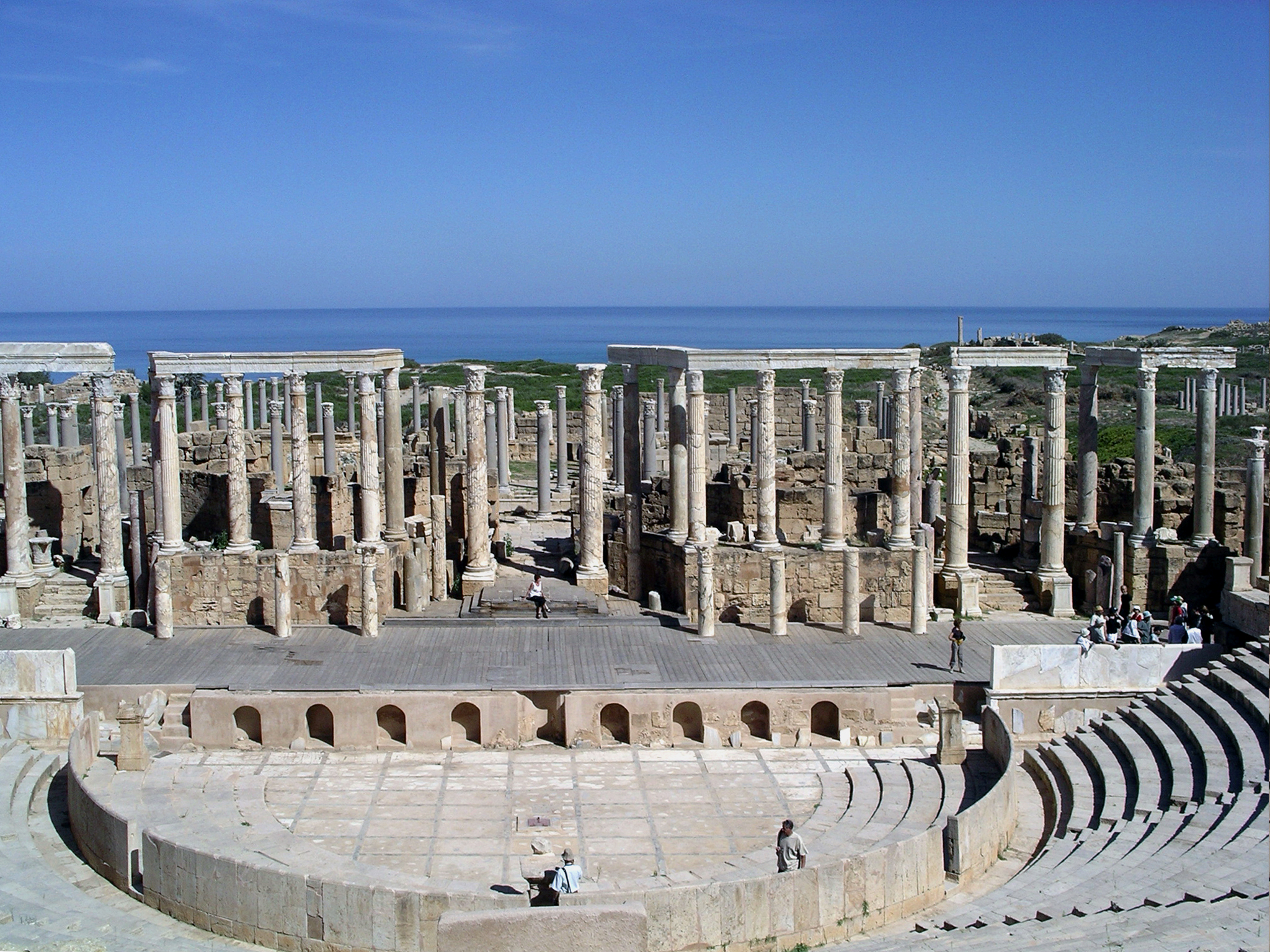
Même vue en 2006, les Dioscures et Liber Pater ont disparu

## Financement
Si les auteurs antiques renseignent sur un certain nombre de largesses impériales destinées à la construction ou à la rénovation de théâtres, l’information sur les financements est surtout fournie par des inscriptions qui rappellent le nom du généreux donateur, ce qu’il a financé : la construction en totalité ou en partie, ou l’entretien ou le spectacle offert, et parfois le montant associé. Si les premiers financements attestés ont été assurés par l’empereur Auguste et ses proches, nombre de magistrats ou de flamines augustales, prêtres voire prêtresses du culte impérial, ont suivi cet exemple dans leur cité.
La vision procurée par les inscriptions est toutefois partielle. La plupart des inscriptions connues sur ce sujet en Gaule romaine et en Afrique romaine datent des IIe et IIIe siècles, tandis qu’en Bretagne la seule connue se situe dans les années 140,.
Quelques inscriptions africaines chiffrent le gros œuvre. Ainsi, le théâtre de Madaure, construit en terrain plat et de dimension réduite (33 m de diamètre et huit rangs de sièges) a couté 375 000 sesterces à son donateur M. Gabinius Sabinus. Le théâtre de Calama, plus grand (58 m de diamètre et 21 rangs de sièges) mais adossé à une colline, a été financé par 400 000 sesterces. La différence de prix par rapport au théâtre de Madaure n’étant pas très marquée, il ne représente peut-être qu’une partie du total.
Pour le théâtre de Leptis Magna, plus imposant que les précédents, une inscription indique que Marcius Vitalis offrit 200 000 sesterces et Junius Galba 300 000 sesterces pour la décoration de marbre et les colonnes du proscaenium (vraisemblablement le mur de scène) .
Par extrapolation de ces quelques valeurs de construction, diverses méthodes de chiffrage ont été proposées. Les Thorntons proportionnent le coût à la surface couverte par le bâtiment, scène comprise. Appliquée aux 615 m2 occupés par le théâtre de Madaure, cela donne un prix unitaire de 600 sesterces par mètre carré, et amène Thornton à  évaluer la construction du théâtre de Pompée à près de 50 millions de sesterces. Mais calculer le coût d’autres théâtres sur la base du prix unitaire à Madaure présente des distorsions, car cette extrapolation ne tient pas compte de l’absence de proportionnalité entre la surface au sol et le volume construit, qui augmente plus vite que cette surface et donc majore d’autant le coût. Une approche volumétrique parait plus fiable, considérant le bâtiment de scène comme une somme de volumes rectangulaires et la cavea comme un cylindre dont on retranche un tronc de cône. Selon cette approche, on déduit du théâtre de Madaure un prix de 102 sesterces au mètre cube construit. Cette méthode d’estimation ramène le coût du théâtre de Pompée à environ 31 millions de sesterces.

## Fonctionnement

### Acoustique

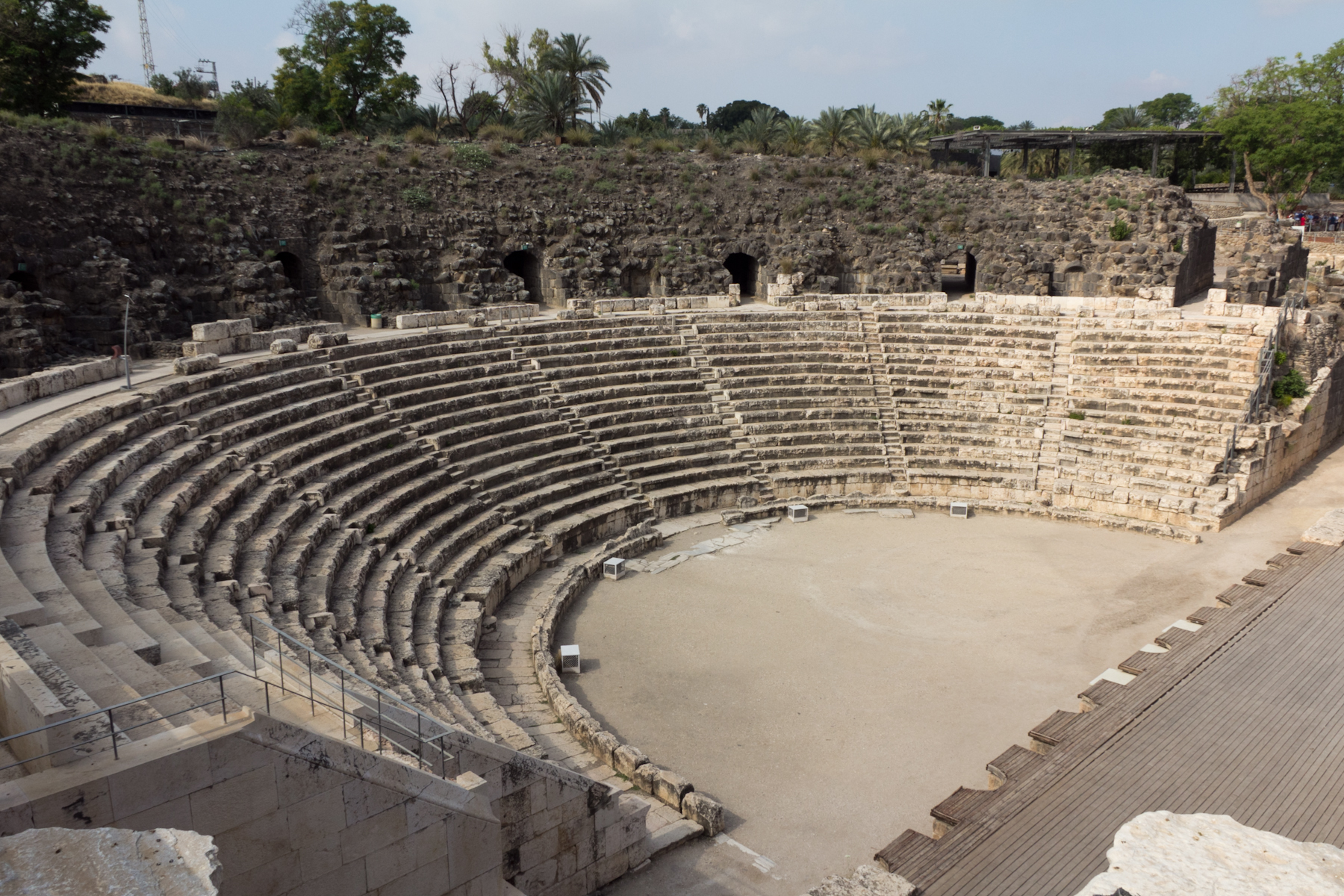
Théâtre de Scythopolis : niches destinées aux vases résonateurs, alternant avec les entrées au sommet des gradins.

Vitruve revient à plusieurs reprises sur la question de l’acoustique dans le théâtre romain, préconisant une pente régulière des gradins pour une propagation sonore sans perturbation ; Il compare même le théâtre à la caisse de résonance d’un instrument de musique. Reprenant des dispositifs que les Romains avaient découverts (et détruits) dans le théâtre de Corinthe en 146 av. J.-C., il préconise l’usage de vases résonateurs en bronze dont l’embouchure est tournée vers la scène et la dimension conçue pour résonner sur une note donnée. Pour un petit théâtre, treize vases calibrés pour sept notes doivent être répartis régulièrement dans des niches à mi-hauteur de la cavea. Dans les théâtres plus grands, on peut installer multiplier les rangs de vases. Ce dispositif complexe à mettre en œuvre ne semble pas avoir connu une grande diffusion. Les archéologues n’ont retrouvé aucun de ces résonateurs, des niches observées dans de rares cas, à Sagonte (Espagne), à Gioiosa Ionica (Calabre) et à Aricia, pourraient avoir été les réceptacles de vases résonateurs. L’exemple le plus probant est le théâtre de l’ancienne Scythopolis (actuel Israël) dont la cavea présente neuf petites chambres voutées susceptibles de contenir ces vases résonateurs.
Des études acoustiques expérimentales ont été menées dans des théâtres en France, en Italie, en Grèce et en Turquie par François Canac, qui les a publiées en 1967. Tandis qu’un lecteur sur la scène énonçait des listes de phrases, de mots et de syllabes, des expérimentateurs repartis en divers points de la cavea notaient ce qu’ils entendaient. La comparaison entre les sons émis et perçus mesurait la qualité acoustique du théâtre. Canac réalisa aussi des tests techniques de réception sonore sur des maquettes. Des expérimentations plus récentes s’appuient sur des simulations numériques, qui permettent de reconstituer la forme d’origine du théâtre étudié et de compenser en partie le biais des observations faites sur des sites partiellement ruinés. Il ressort de ces études que la forme des théâtres romains ne générait pas de réverbérations parasites et permettait une audition nette. De plus, des effets d’amplification ont été constatés, créés par la réflexion des sons sur le dallage de l’orchestre et sur l’arrondi des gradins.

### Placement des spectateurs
La disposition des spectateurs est connue par les indications des auteurs anciens, et par quelques traces épigraphiques sur les sites.
L’honneur de la proédrie, privilège d’accès à des sièges réservés dans les spectacles grecs se retrouve chez les Romains où chacun est placé selon son rang social, bien avant la création des théâtres permanents. Ainsi dès 164 av. J.-C., les censeurs prescrivent de réserver des places particulières pour les sénateurs et les magistrats supérieurs lors des représentations, usage qui leur accorde les places individualisées à l’orchestre sur trois gradins particuliers ou plus, isolés de la cavea par un muret de séparation, le balteus.
En 67 av. J.-C., la lex Roscia theatralis accorde les quatorze premiers rangs de gradins aux chevaliers, qui ont le second rang social après les sénateurs. Les titulaires de magistratures mineures et les tribuns militaires avaient également accès à ces gradins.
Dans les rangs intermédiaires s’installaient les simples citoyens vêtus de leur toge, puis ceux qui n’en avaient pas ou qui étaient vêtus de sombre, en signe de deuil, et les étrangers. La place des femmes ne semble pas avoir été régie de façon constante : tantôt la mixité était admise, tantôt elles étaient cantonnées seules dans les rangs du haut. Les esclaves étaient généralement admis, dans les derniers rangs ou sous le portique de la summa cavea.
Les privilèges attachés à la qualité de la personne s’exercent aussi hors de Rome : la correspondance échangée entre Asinius Pollion et Cicéron témoigne des quatorze gradins réservés aux chevaliers au théâtre de Gadès en Hispanie. Selon Suétone, la prérogative des sénateurs est réaffirmée par Auguste à la suite d'un incident au théâtre de Puteoli en Italie du Sud, lors duquel un sénateur arrivé en retard ne put trouver place.
Ces règles générales pouvaient être complétées de mesures catégorielles. Suétone rapporte ainsi diverses dispositions édictées par Auguste : tribune privée pour les Vestales, face à celle du préteur ; un secteur de la cavea réservé pour les jeunes citoyens et le secteur voisin pour leurs pédagogues ; séparation des hommes mariés et des célibataires, avec dérogation pour les soldats en permission, car les soldats n’avaient pas le droit de se marier.
En complément de ces indications littéraires, les archéologues ont observé l’inscription d’attribution nominative de places dans des gradins de théâtres grecs, pour des individus ou des corporations. On trouve aussi des noms inscrits sur quelques sièges du théâtre de Tarragone (Espagne), dans le petit théâtre de Pola, sur plus de deux cents sièges trouvés en remploi à Contiomagus (Sarre). À Avaricum Biturigum (Bourges), une inscription mentionne une place réservée à la fille d’un duumvir,.

### Capacité
La capacité d’accueil d’un théâtre est liée à la population de sa cité et des environs, quoique Vitruve n’étudie pas cette question pour évaluer les dimensions à donner à la construction d’un théâtre. L’historien Giovanni Forni estime que cette population se chiffre à quatre fois et demi la capacité du théâtre. En principe, la capacité du théâtre est proportionnée à la longueur de gradins disponible et à la dimension d’une place individuelle. Toutefois, ce dernier paramètre n’est pas constant : pour quelques théâtres où les places individuelles sont délimitées, la largeur offerte varie de 36 cm (théâtre de Corinthe) à 50 cm (théâtre sud de Gerasa, actuelle Jordanie), avec des valeurs intermédiaires autour de 40 cm (grand théâtre de Pompéi, théâtre de Dionysos à Athènes). Diverses méthodes d’évaluation sont proposées par les archéologues. La plus pratiquée consiste à compter le nombre de rangs de l’ima cavea, puis mesurer le diamètre entre les extrémités du rang médian. Sa longueur s’obtient en multipliant ce diamètre par π / 2, puis à déduire la place prise par les escaliers qui coupent le gradin. La longueur restante divisée par le ratio individuel (entre 40 cm et 50 cm) évalue les places du rang médian, qu’il reste à multiplier par le nombre de rangs. On répète ensuite la même méthode de détermination pour chacun des autres niveaux de la cavea (media cavea, summa cavea).

## Diffusion et répartition géographique
Chaque ville de l'Empire se devait de posséder un théâtre, la liste détaillée n'est donc pas exhaustive.

### Conditions favorables
Plusieurs facteurs vont favoriser la diffusion rapide du théâtre construit selon le modèle romain :
- la technique de construction est au point, tant pour le montage de voûte en béton (Voûte concrète) que pour l’architecture de ce type d’édifice, expérimentée avec les trois théâtres construits à Rome et théorisée par le De architectura de Vitruve,
- le théâtre devient le monument public obligé du modèle urbain et civique qui se définit sous Auguste. Virgile illustre cette vision dans son Énéide en présentant la construction d’un théâtre comme une des tâches urgentes dans la création de la colonie de Carthage[71],
- après l'impulsion donnée par Auguste et son gendre Agrippa, le développement de l’évergétisme des élites urbaines les pousse à financer la construction et l’embellissement d’un théâtre dans leur cité, et à organiser des jeux scéniques
- le succès de la pantomime, genre scénique aux mises en scène musicales et chorégraphiques qui s’élabore sous Auguste, va ouvrir les représentations théâtrales à un nouveau public provincial, ne comprenant que peu ou pas du tout le latin des acteurs.

### L'essor sous Auguste
Les constructions se multiplient sous les règnes d’Auguste et de Tibère : en Italie, plus de cinquante théâtres sont construits ou restaurés dans cette période. Dans les nouvelles colonies de Gaule du sud, s’édifient les théâtres de Lyon, de Vienne, d'Orange, de Nîmes et d'Arles, en Lusitanie celui de Mérida, créé par Agrippa après celui de Gadès.
L’Afrique romaine n’est pas en reste, avec les théâtres de Carthage et de Leptis Magna. Hors de l’empire, le roi Juba II, ami d'Auguste, dote sa capitale Césarée de Maurétanie d’un théâtre sur le modèle du théâtre de Pompée, avec un temple au sommet de la cavea. Cette formule avec un temple ou une chapelle sommitale est reprise dans de nombreux théâtres construits ensuite dans les provinces d’Afrique proconsulaire et de Numidie. À l'autre extrémité de l'Empire, Hérode, autre roi client d'Auguste, construit des théâtres sur le modèle romain à Césarée, Damas, Sidon et Jérusalem ; son petit-fils Agrippa Ier fait de même à Beirouth.

### Partie occidentale de l'Empire
Les constructions continuent au cours du Ier siècle, touchant tout l’Occident romain, la Bretagne, la Gaule du Nord, l’Espagne et l’Afrique romaine, adaptant parfois le plan canonique lorsqu'il faut appuyer la cavea sur le relief local. Les petites municipalités opèrent parfois des simplifications, comme à Forum Julii (Fréjus) et à Forum Segusiavorum (Feurs), où les gradins sont en bois. Aucune construction ne peut être datée avec précision, faute d'inscription, au mieux le style des sculptures et le contexte archéologique donnent des indications sur la période possible d'édification.

#### Les théâtres gallo-romains
Un type particulier de théâtre apparaît dans les provinces de Gaule lyonnaise, Belgique, Aquitaine et même en Bretagne insulaire et en Germanies inférieure et supérieure et un cas en Gaule Narbonnaise à Alba Helviorum. Ce type se rencontre à plus de soixante exemplaires et est diversement désigné comme « théâtre-amphithéâtre », « théâtre rural », « théâtre cultuel » ou sans préjuger de leur usage, « théâtre gallo-romain ». Il n’obéit  pas au modèle classique des villes coloniales de ces provinces, et présente des plans hétérogènes : l’arrondi de la cavea n’atteint plus le demi-cercle ou au contraire le dépasse, et prend des formes diverses, ovale, ellipsoïdale ou aplatie. Le bâtiment de la scène est absent ou réduit, inférieur en largeur au diamètre des gradins et mord sur l'orchestre, le mur de scène quand il existe est dépourvu de portes et d’exèdres. Faute d’indications écrites, leur datation est généralement située entre la fin du Ier siècle et le milieu du IIe siècle, déduite des techniques de construction, critère assez incertain. Les constructions sont faites de façon économique, généralement en petit appareil et dans des dimensions moindres que les édifices de Narbonnaise, avec une cavea adossée en partie ou en totalité au relief. Le caractère hybride de ces édifices laisse perplexe, d’autant qu’ils coexistent parfois avec des théâtres et ou des amphithéâtres standard, dans des complexes non urbains interprétés comme des lieux de rassemblement ou des sanctuaires,.

Exemples de théâtres ruraux gallo-romains
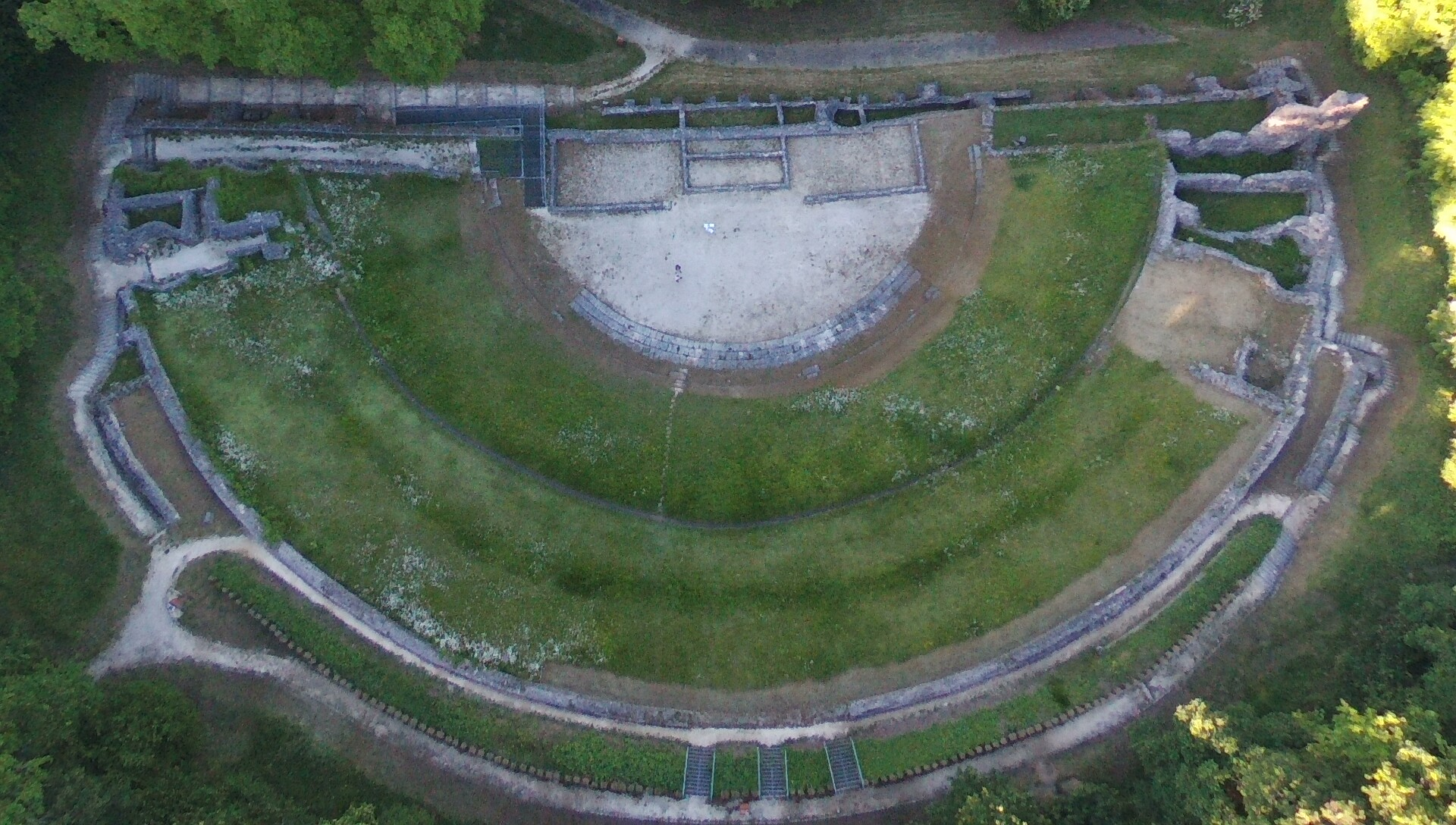
Théâtre gallo-romain des Bouchauds (Charente). Petit bâtiment de scène qui empiète sur l'orchestre.
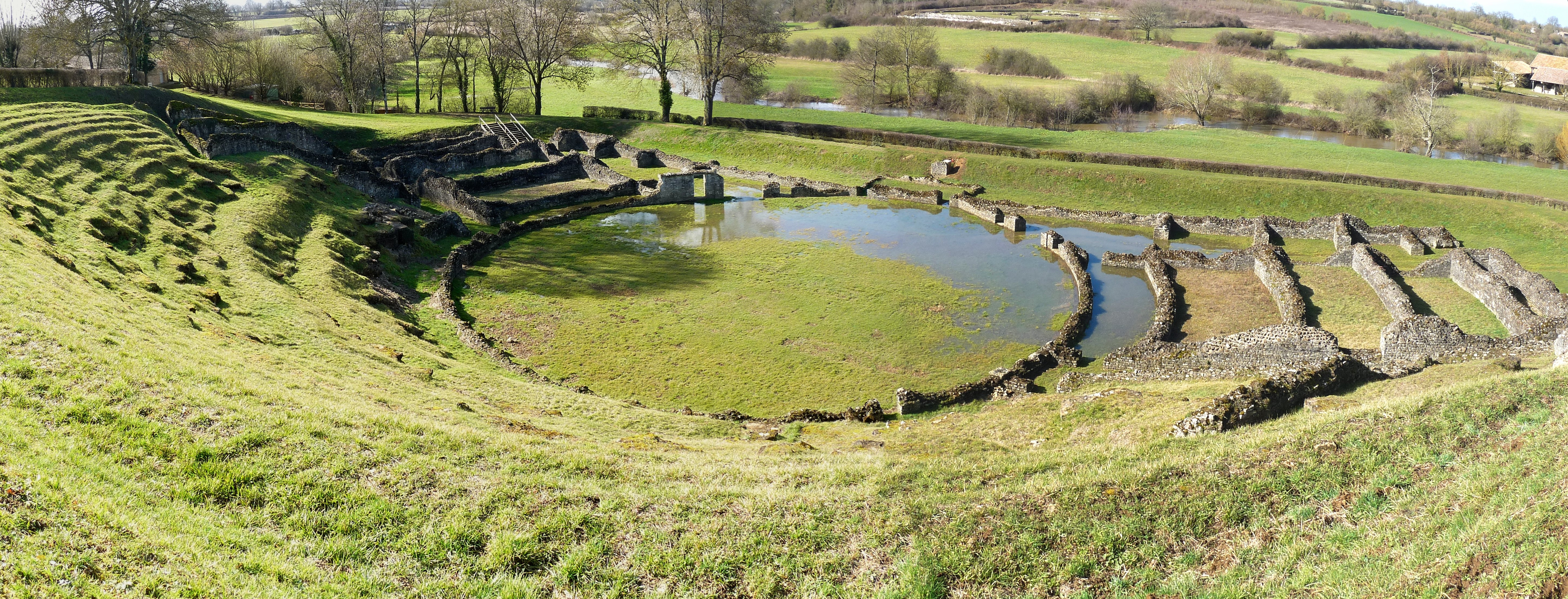
Théâtre antique de Sanxay (Vienne). Cavea en fer à cheval, orchestra ellipsoïdale.
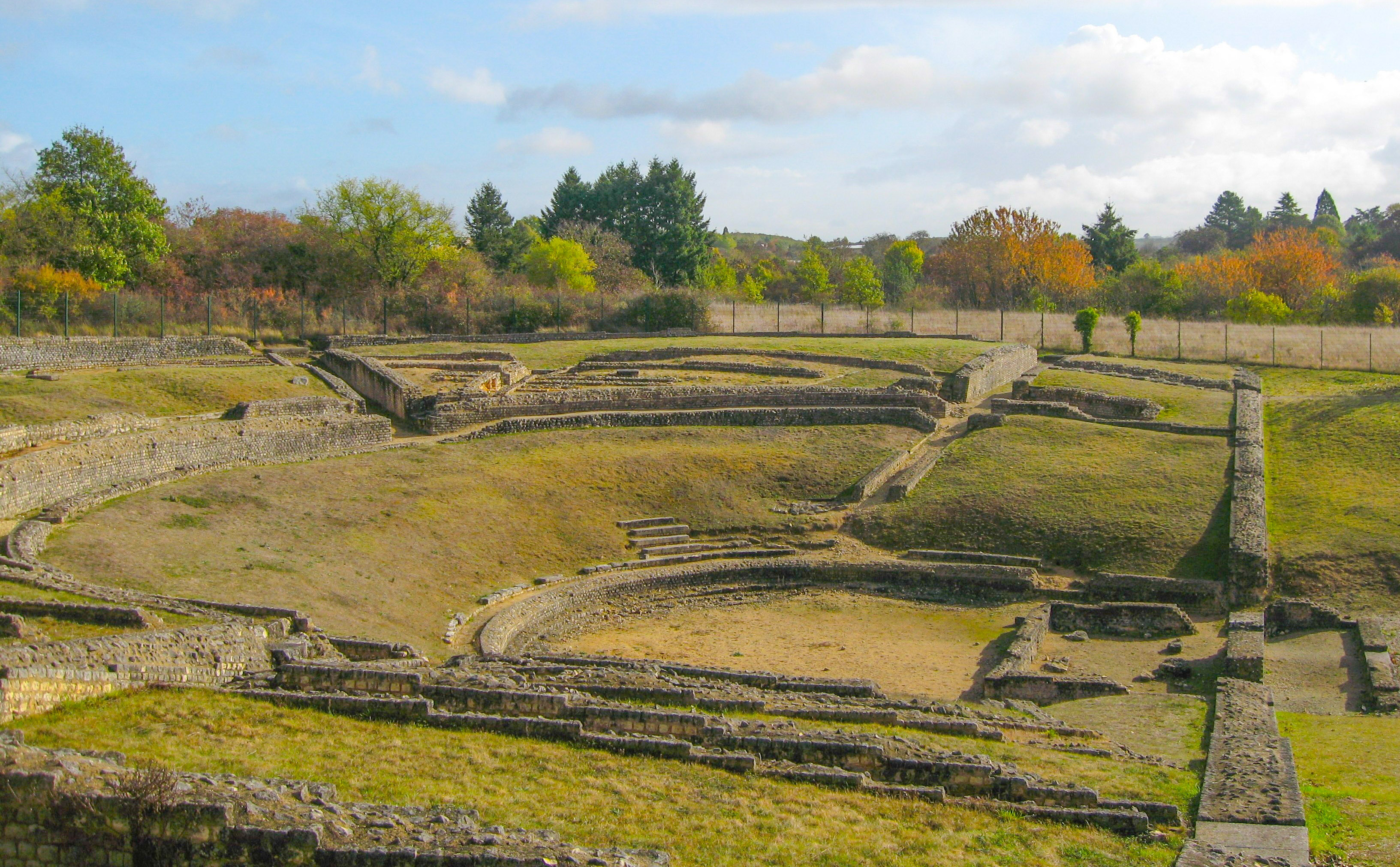
Théâtre d'Argentomagus (Indre). Bâtiment de scène mordant sur l'orchestra.
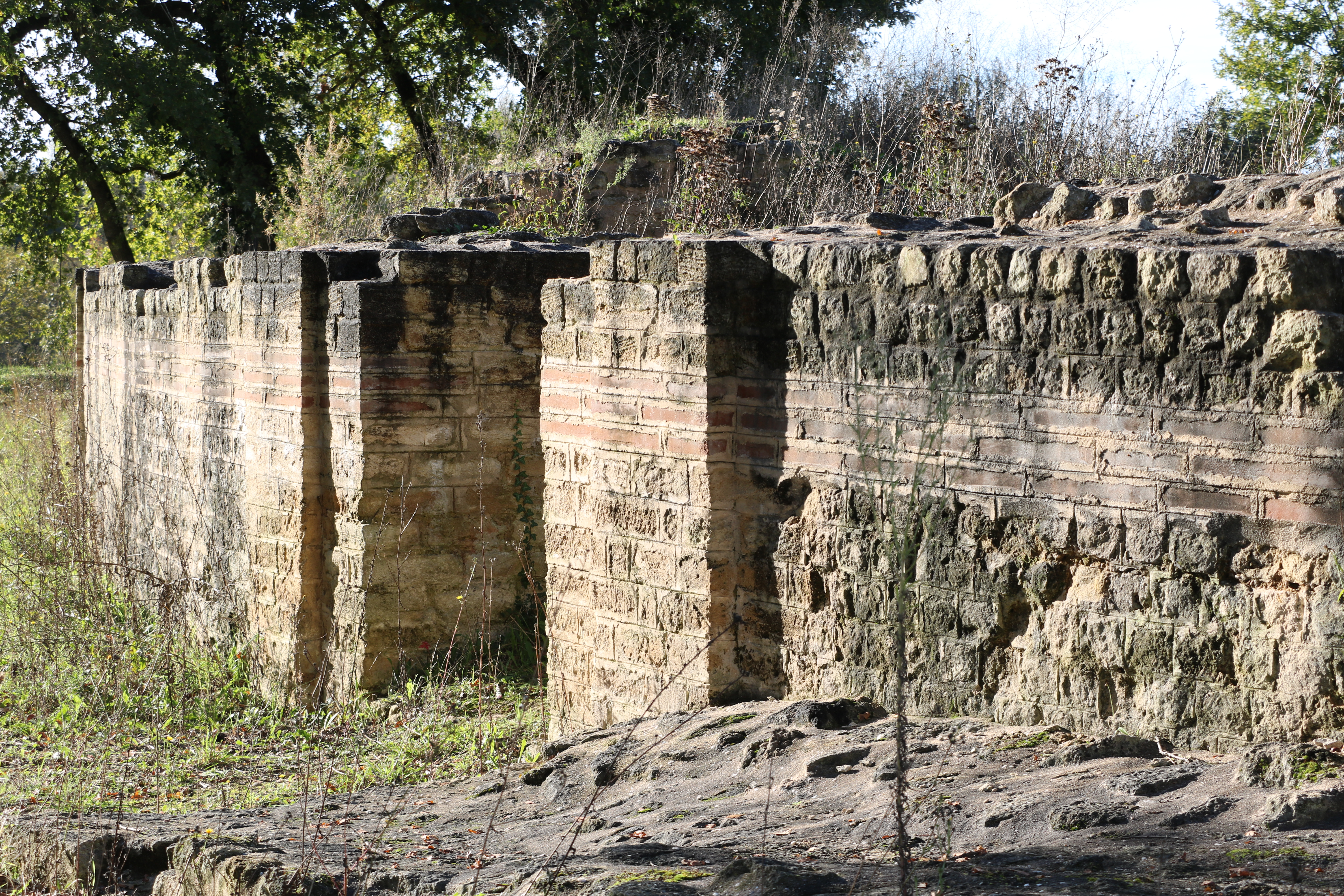
Théâtre de Brion (Gironde). Façade de la cavea  et vomitorium.
Théâtre de Cherré (Sarthe). S1 : scène au Ier siècle, S2 : scène déplacée au IIe siècle.

### Partie orientale de l'Empire
Les régions danubiennes et le nord des Balkans sont moins dotées. En Mésie, les colonies grecques anciennes de Callatis, Tomi et Istros ont vraisemblablement eu des théâtres d’architecture grecque, tandis que les colonies romaines de Nicopolis ad Istrum, et de Scupi disposent d’un théâtre de style occidental. En Dalmatie et en Pannonie, les théâtres suivent le style occidental, mais on ne connaît aucun théâtre en Rhétie et seulement deux en Norique, l’un de type occidental et l’autre selon le théâtre cultuel gaulois.
Les théâtres de Cyrénaïque et d'Égypte montrent une certaine influence du modèle romain, ainsi que ceux de quelques cités grecques comme Athènes et Corinthe. L'architecture du théâtre grec antique demeure dans le reste de la Grèce et en Asie Mineure, tandis que les édifices en Syrie, en Palestine, en Arabie présentent des influences mixtes, grecque et romaine.